# Bari
Pour les articles homonymes, voir Bari (homonymie).
Bari (prononcé en italien : /ˈbaːri/  ; en dialecte barese : Bàrë /ˈbaːrə/) est une ville italienne d'environ 315 000 habitants, chef-lieu de la ville métropolitaine de Bari et de la région des Pouilles, sur la côte adriatique. Ville portuaire et universitaire, deuxième pôle économique d'Italie du Sud continentale après Naples, elle est également reconnue pour être la cité où sont conservées les reliques de saint Nicolas, faisant de sa basilique l'un des hauts lieux de l'Église orthodoxe en Occident. Bari est au centre d'une agglomération urbaine de plus de 750 000 habitants. Pour l'ensemble de la surface urbanisée, ce chiffre s'élève à environ 1,3 million d'habitants,, ce qui en fait la neuvième ville italienne par sa population, la troisième du Mezzogiorno et la première de la région. Elle compte en outre parmi les quinze métropoles nationales.
Héritière d'une forte tradition marchande, Bari est depuis toujours un centre névralgique des échanges commerciaux mais aussi politico-culturels entre l'Europe et l'Orient. Son port est aujourd'hui encore le plus grand port de passagers de la mer Adriatique. Depuis 1930, la Fiera del Levante se tient tous les ans à Bari et, plus récemment, la ville est devenue le siège du secrétariat du Corridor paneuropéen VIII.
Le centre historique, appelé Bari Vecchia, est densément peuplé et empreint d'une histoire millénaire, contrastant avec le quartier Murat, datant du XIXe siècle, organisé en damier et dont le nom est un hommage au maréchal Murat qui a ordonné sa construction. La vieille ville abrite la plupart des monuments historiques de Bari, notamment la cathédrale San Sabino (1035-1171) et le château normand-souabe, tandis que le quartier Murat constitue le cœur de la ville moderne avec ses larges avenues commerçantes s'étirant jusqu'à la promenade du bord de mer. Après la Seconde Guerre mondiale, particulièrement depuis les années 1950, l'urbanisation rapide et souvent incontrôlée a donné naissance à une partie moderne moins régulière de la ville qui s'est développée au-delà du quartier murattiano en remplaçant les anciens faubourgs qui s'étalaient au pied des remparts.

## Géographie

### Localisation
Bari fait face à la mer Adriatique sur 42 km dans le sud de l'Italie, entre les communes de Giovinazzo au nord et de Mola di Bari au sud. Elle est située juste au-dessus du « talon » de la botte italienne.
Située au sud de Rome, elle se trouve à une latitude légèrement plus septentrionale que Naples.

### Topographie
Le territoire communal est au centre d'un vaste terrain plat comportant une dépression, la conca di Bari. En direction de Bitritto, Modugno et Bitonto, on rencontre les premières collines des Murge. La ville est comprise à une altitude de 0 à 131 mètres.

### Climat
Bari possède un climat méditerranéen avec des étés chauds et secs (Köppen : Csa), mais tempérés par la proximité de la mer et les brises côtières. Les hivers sont doux et humides et la ville bénéficie d'un ensoleillement conséquent en toutes saisons.
| Mois                              | jan. | fév. | mars | avril | mai  | juin | jui. | août | sep. | oct. | nov. | déc. | année |
| --------------------------------- | ---- | ---- | ---- | ----- | ---- | ---- | ---- | ---- | ---- | ---- | ---- | ---- | ----- |
| Température minimale moyenne (°C) | 4,8  | 4,7  | 6,6  | 9,4   | 13,3 | 17,7 | 20,2 | 20,4 | 16,8 | 13,2 | 9,8  | 6,3  | 11,9  |
| Température moyenne (°C)          | 8,6  | 8,9  | 11,2 | 14,2  | 18,4 | 22,9 | 25,3 | 25,5 | 21,5 | 17,5 | 13,7 | 10   | 16,5  |
| Température maximale moyenne (°C) | 12,5 | 13,1 | 15,8 | 19    | 23,6 | 28,1 | 30,5 | 30,6 | 26,3 | 21,9 | 17,7 | 13,7 | 21,1  |
| Ensoleillement (h)                | 135  | 140  | 185  | 220   | 280  | 310  | 355  | 325  | 260  | 210  | 150  | 130  | 2 700 |
| Précipitations (mm)               | 43,4 | 36,7 | 39,5 | 45,7  | 29   | 38   | 16,9 | 16,6 | 42,7 | 64   | 57,8 | 54,2 | 484,5 |

### Voies de communication et transports

#### Infrastructures routières

Tracé de l'autoroute A14.

- Tracé de l'autoroute A14. Autoroute A14 ou Autoroute Adriatique, qui longe en grande partie la côte homonyme et relie Tarente, dans le sud, à Bologne au nord ;
- Autoroute A16 ou Autoroute des Deux Mers, débute un peu au nord de la ville, près de Canosa di Puglia, et traverse l'intérieur de la péninsule en direction de Naples.

La rocade de Bari (E55), qui traverse la ville du nord au sud, se compose en grande partie de trois voies. L'ANAS consacre chaque année un budget important à l'entretien de cette artère essentielle reliant le port à l'extérieur.
Au nord et au sud de la ville, la route nationale 16 est une voie rapide sans péage qui permet de rejoindre Brindisi, Lecce et Foggia via la SS 379 et la SS 613.

#### Transports urbains

##### Bus
La ville dispose d'un réseau de 38 lignes de bus, exploitées par la compagnie AMTAB SpA, plus quelques lignes supplémentaires dont celles destinées aux écoliers ou réservées aux personnes handicapées.

##### Trolleybus
Jusqu'en 1987, la ville disposait de quatre lignes de trolleybus totalisant 15,4 km.
Le conseil municipal a approuvé la remise en état d'une partie des anciennes lignes de trolleybus dont les travaux sont achevés depuis 2010.

##### Service ferroviaire métropolitain

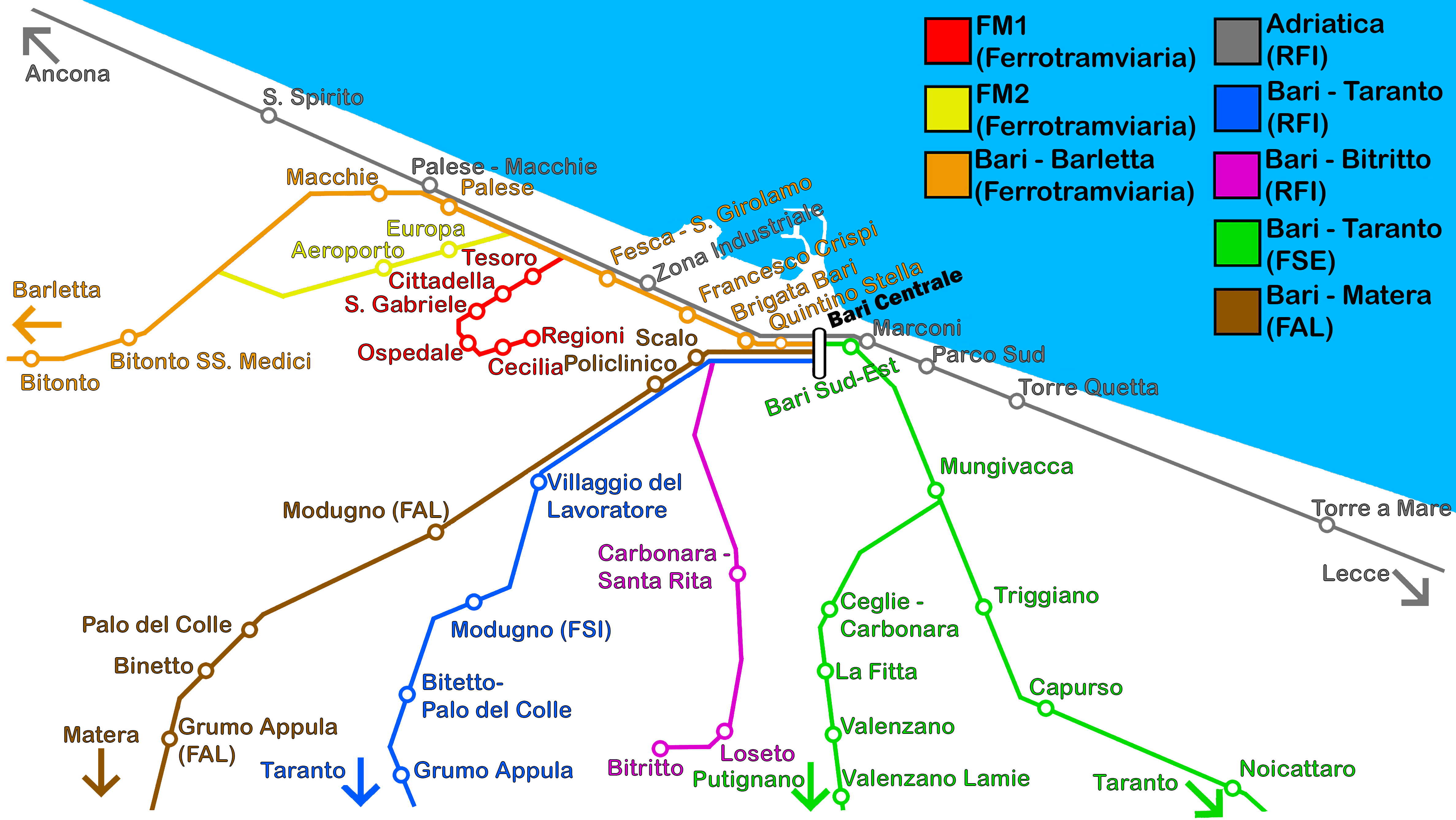
Plan des lignes ferroviaires desservant Bari.

Le service ferroviaire métropolitain comprend six lignes gérées par quatre opérateurs différents. Toutes les lignes convergent devant la gare centrale de Bari.
Il y a trois lignes urbaines : FM1, FM2, FM3 et quatre lignes sub-urbaines : S1 (Barletta - Bari - Monopoli, en jaune), S2 (Barletta - Andria - Bitonto - Bari, en vert), S3 (Bari - Matera, en brun) et S3-bis (Bari - Tarente), S4 (Bari - Conversano - Putignano) et S4-bis (Bari - Casamassima - Putignano).
| No  | Parcours                           | Ouverture | Longueur |
| --- | ---------------------------------- | --------- | -------- |
| FM1 | Gare Centrale ↔ San Paolo          | 2008      | 9,3 km   |
| FM2 | Gare Centrale ↔ Aéroport ↔ Bitonto | 2012      | 11,8 km  |
| FM3 | Gare Centrale ↔ Bitritto           | 2023      | 13,0 km  |

La ligne de métro FM1 a été mise en service en 2008. Elle relie la gare centrale de Bari au quartier San Paolo, la banlieue ouest de la ville, mais elle n'est pas totalement achevée.
Lorsqu'elle sera pleinement opérationnelle, la ligne aura une capacité de 6 000 passagers par heure et il y aura une rame toutes les 5 minutes. Depuis 2010, une liaison ferroviaire relie l'aéroport à la gare centrale.

##### Mesures environnementales
Un système de parkings relais, avec son itinéraire de navette qui relie l'aire de stationnement au centre-ville, a permis à Bari d'améliorer sa position dans le classement Legambiente sur la qualité environnementale des villes italiennes.
Depuis 2009 est opérationnel le service de vélo-partage Bari in bici, avec plusieurs stations en ville.

#### Desserte ferroviaire

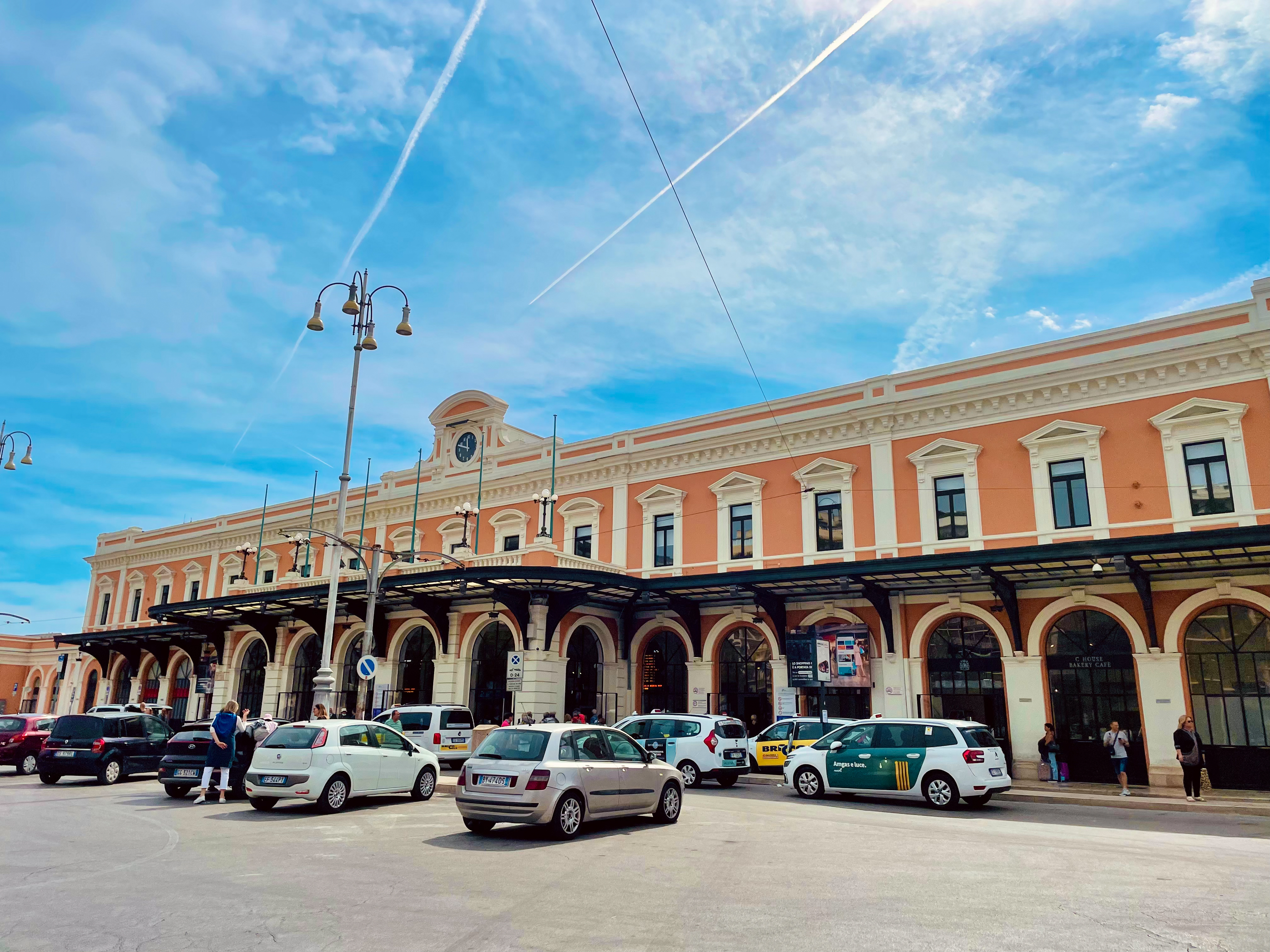
Gare de Bari-Centrale.

Vers la gare de Bari-Centrale, qui fait partie du circuit des Grandi Stazioni (grandes gares), convergent outre les lignes des Ferrovie dello Stato (l'historique Ferrovia Adriatica vers Bologne et la ligne Bari-Tarente), les Ferrovie del Sud-Est (lignes Bari-Martina Franca-Tarente et Bari-Casamassima-Putignano), la Ferrotranviaria - Ferrovie Bari-Nord (ligne Bari-Barletta) et les Ferrovie Appulo-Lucane (Bari-Matera), toutes concédées à la région.
Il est prévu la réalisation d'une voie grande vitesse entre Bari et Naples qui permettra de réduire le temps de trajet de quatre heures à 110 minutes. Le tronçon rapide de Foggia-Bari est déjà en service alors que le parcours Naples-Foggia est encore à l'étude. En mars 2007, des accords ont été passés entre le ministère des Infrastructures, la RFI et les régions concernées. Cette réalisation a aussi un caractère important dans le cadre du Corridor paneuropéen VIII.

#### Desserte aérienne
L’aéroport international Karol-Wojtyla, le plus important des Pouilles, se situe dans la périphérie nord de la ville, à 8 km du centre. En 2009, il a accueilli plus de 2,8 millions de passagers, avec une croissance du trafic supérieure à la moyenne nationale. Un nouveau terminal a été inauguré en 2005 et permet d'accueillir quatre millions de passagers supplémentaires.

#### Transport maritime

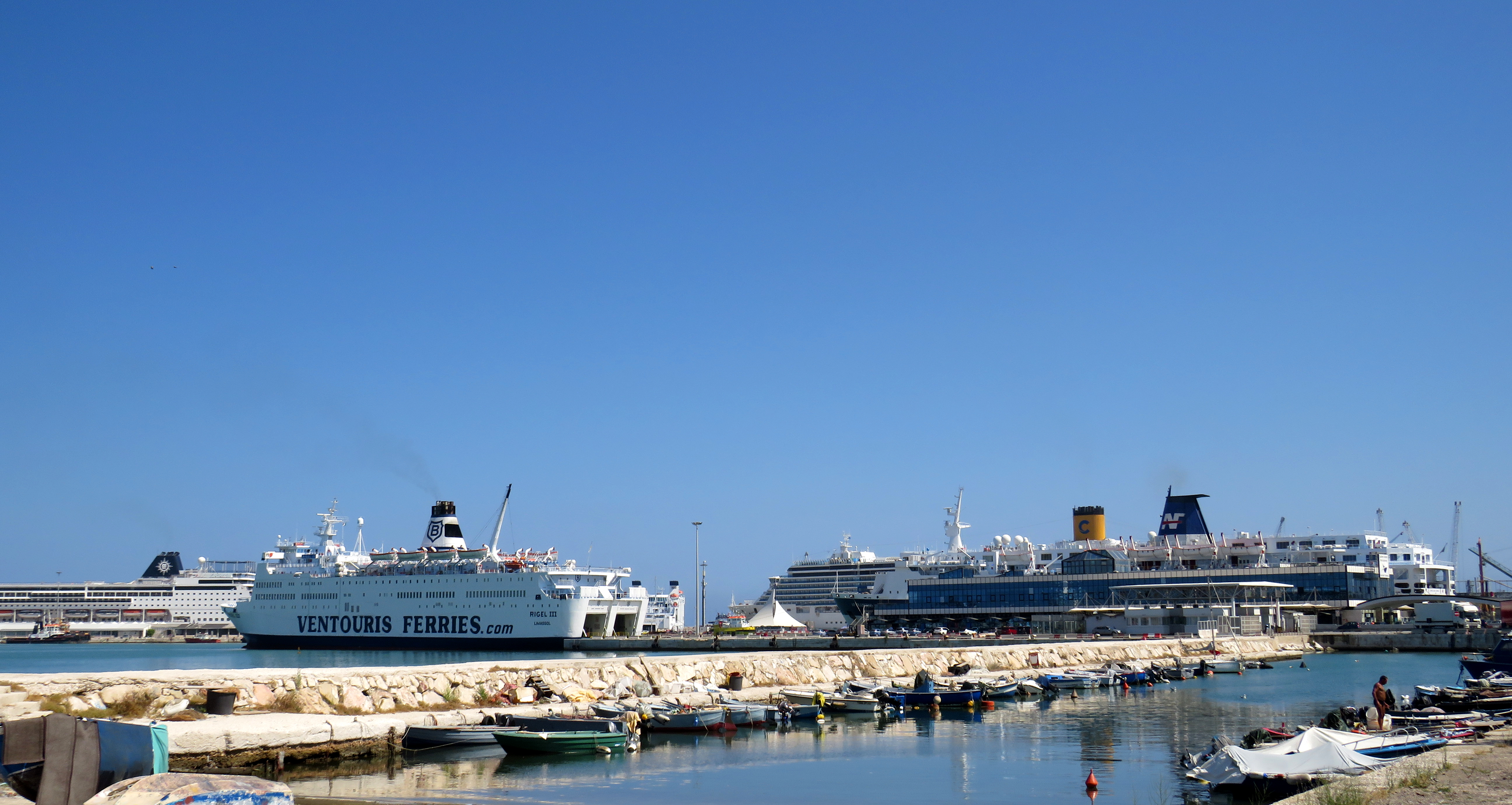
Port de Bari.

Le vieux port de pêcheurs de Bari (Porto Vecchio) ainsi que le nouveau port situé plus au nord et plusieurs marinas forment tous ensemble le complexe portuaire de la ville, qui compte parmi les plus grands de l'Adriatique, notamment pour le trafic de passagers : en 2007, 1,8 million de passagers, dont environ 350 000 croisiéristes, sont descendus dans la ville. Le port de Bari est un important hub de transport de fret vers l'Europe du Sud-Est. Quant aux lignes de transport de passagers, elles disposent de plusieurs ferries saisonniers à destination de l'Albanie, du Monténégro ou de Dubrovnik, et la liaison Bari – Igoumenítsa est l'une des routes maritimes les plus fréquentées tout au long de l'année entre l'Italie et la Grèce.

## Histoire

### Antiquité

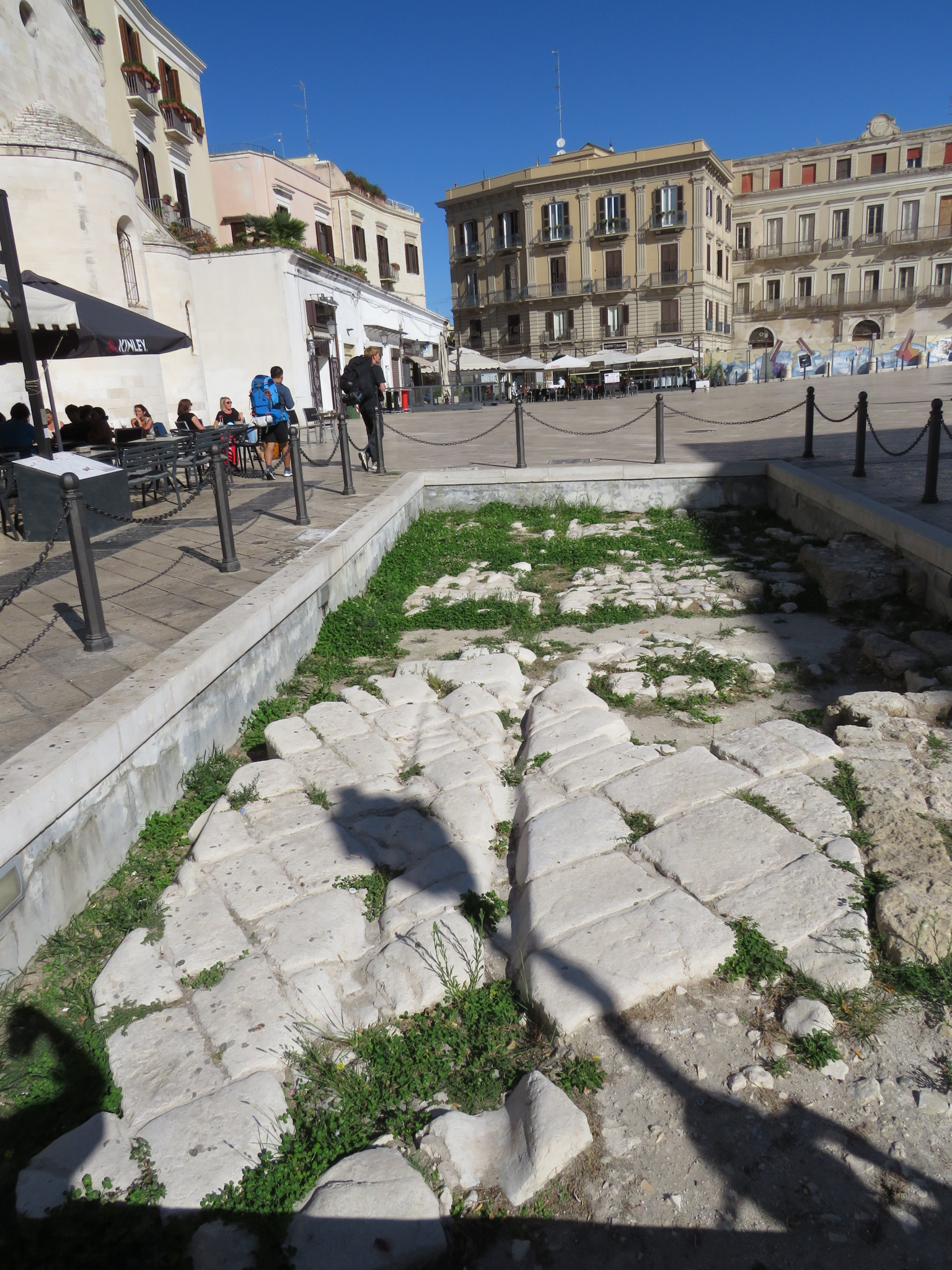
Vestiges de la Via Traiana sur la piazza del Ferrarese.

Les origines de Bari ne sont pas claires : lors des fouilles de l'église de San Pietro, dans la vieille ville, l'hypothèse d'une implantation datant de l'âge du bronze a été formulée. Elle serait à l'origine le port du peuple Iapyge des Peucètes[réf. incomplète], alors connue sous le nom de Barium. Les auteurs de l'Etymologicum magnum ont cité une étymologie antique selon laquelle Barium serait un dérivé du mot signifiant « maison » en messapien. Avant l'ère romaine, elle subit l'influence des Grecs qui la nomment Βάριον (Bárion).
Au IIIe siècle av. J.-C., Barium est intégrée à la République romaine en qualité de municipium et est progressivement romanisée en conséquence. La ville a acquis une importance stratégique en tant que point de jonction entre la côte et la Via Traiana, ainsi qu'en tant que port de commerce tourné vers l'Orient grec ; une route secondaire menait de Barium à Tarentum. Le port de pêche romain, mentionné dès 181 av. J.-C., était l'un des principaux de la région jusqu'à la fin de l'époque antique.
Au IVe siècle apr. J.-C., la ville devient siège épiscopal et son premier évêque, Gervais, est mentionné lors du concile de Sardique en 347.

### Moyen Âge
Après la chute de l'Empire romain d'Occident en 476, Bari est envahie par les Barbares et subit l'occupation des Ostrogoths. Convoitée par les Byzantins, ces derniers la reprennent lors de la guerre des Goths et se la disputent pendant deux siècles aux Lombards du duché de Bénévent qui la transforment en vicairie.
Tout au long du Moyen Âge, Bari sert de centre de la traite d'esclaves en Méditerranée, jouant un rôle crucial dans le commerce des esclaves slaves. Ces derniers étaient principalement capturés par les Vénitiens en Dalmatie, par le Saint-Empire romain germanique dans les actuelles Pologne et Allemagne de l'Est, ainsi que par les Byzantins dans les Balkans. Ils étaient ensuite destinés à être revendus aux États musulmans qui prenaient part au commerce méditerranéen, à commencer par le Califat fatimide, dont les légions de Mamelouks « Saqaliba » (adaptation arabe du nom slaves) étaient entièrement constituées d'esclaves achetés sur les marchés de Bari.
Conquise par des Berbères musulmans, Bari devient le siège d'un émirat pendant plus de vingt ans (847-871). En effet, la ville est capturée en 847 et Khalfun, ancien membre d'une garnison de mercenaires au service de Radelchis, devient son premier émir. Au terme d'une campagne militaire de cinq ans menée conjointement par l'empereur franc Louis II sur les terres et une flotte byzantine sur les mers[réf. incomplète], la ville retourne brièvement en 871 sous la tutelle des ducs lombards de Bénévent.
En 875, profitant des faiblesses du duché, les Byzantins reconquièrent Bari et en font la capitale du thème de Langobardie, qui comprend la totalité des Pouilles et de la Calabre. Dix ans plus tard, la cité accueille même la cour du catépan (gouverneur) byzantin d'Italie et connaît des embellissements : la vieille ville doit une grande partie de son aspect actuel à cette époque. Assiégée par les Sarrasins en 1002, la ville contient ses envahisseurs pendant six mois avant d'être libérée par une flotte vénitienne. Melo, membre de l'aristocratie lombarde, critique la gestion byzantine de la crise et fomente une révolte qui, bien que durement réprimée lors de la bataille de Cannes en 1018, permet d'une part à Bari de se soustraire à l'autorité byzantine en gagnant une autonomie relative et d'autre part aux Normands à qui Melo avait fait appel d'établir un premier point d'ancrage dans la région. En 1025, l'archevêché de Bari passe sous l'autorité spirituelle du Saint-Siège de Rome qui la dote d'un statut « provincial ».

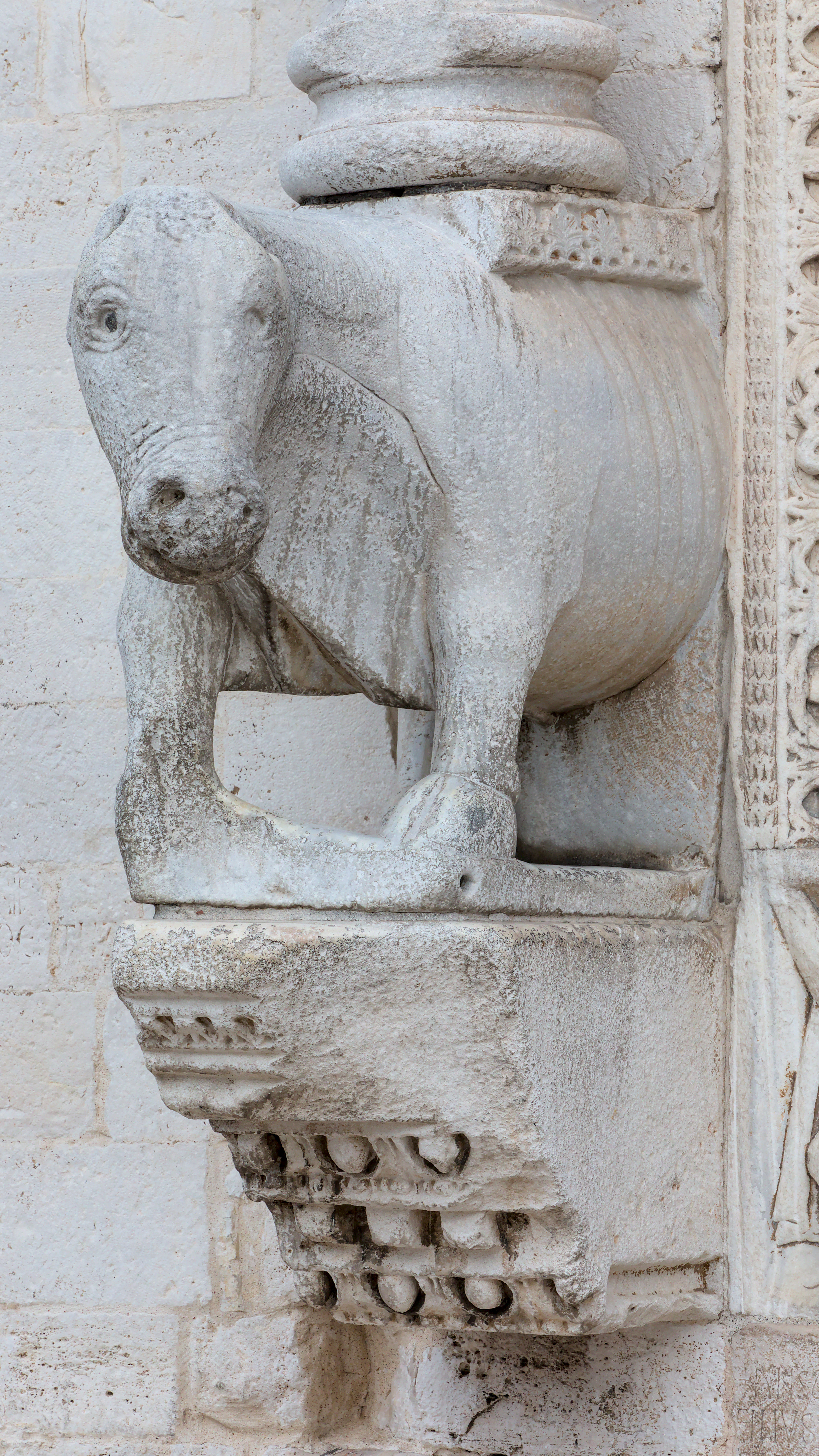
Un des deux taureaux portant les colonnes du portail principal de la basilique Saint-Nicolas de Bari, construite peu après la conquête normande.

Dernière possession byzantine en Italie, la ville de Bari est assiégée en 1068 par les Normands de Robert Guiscard qui finissent par la conquérir le 16 avril 1071[réf. incomplète], mettant définitivement un terme à ce qui restait de la présence byzantine dans la région. La cité connaît alors un renouveau et reçoit en 1087 les reliques de saint Nicolas de Myre.
En 1095, Pierre l'Ermite prêche la première croisade à Bari, qui devient alors pendant trois siècles l'un des principaux ports de départ pour la Terre Sainte[réf. incomplète]. En octobre 1098, dans la crypte de la nouvelle basilique Saint-Nicolas inaugurée dix ans plus tôt, le pape Urbain II préside le concile de Bari où interviennent plus de 180 évêques pour discuter des questions relatives aux problèmes dogmatiques inhérents au rapport entre l'Église orthodoxe et l'Église romaine au lendemain du schisme de 1054[réf. incomplète].
Saccagée par Guillaume Ier de Sicile en guise de représailles à la suite d'une révolte, Bari renaît durant la période souabe, autour du château édifié par Frédéric II du Saint-Empire sur les fortifications normandes (château normand-souabe)[réf. incomplète].

### Époque moderne

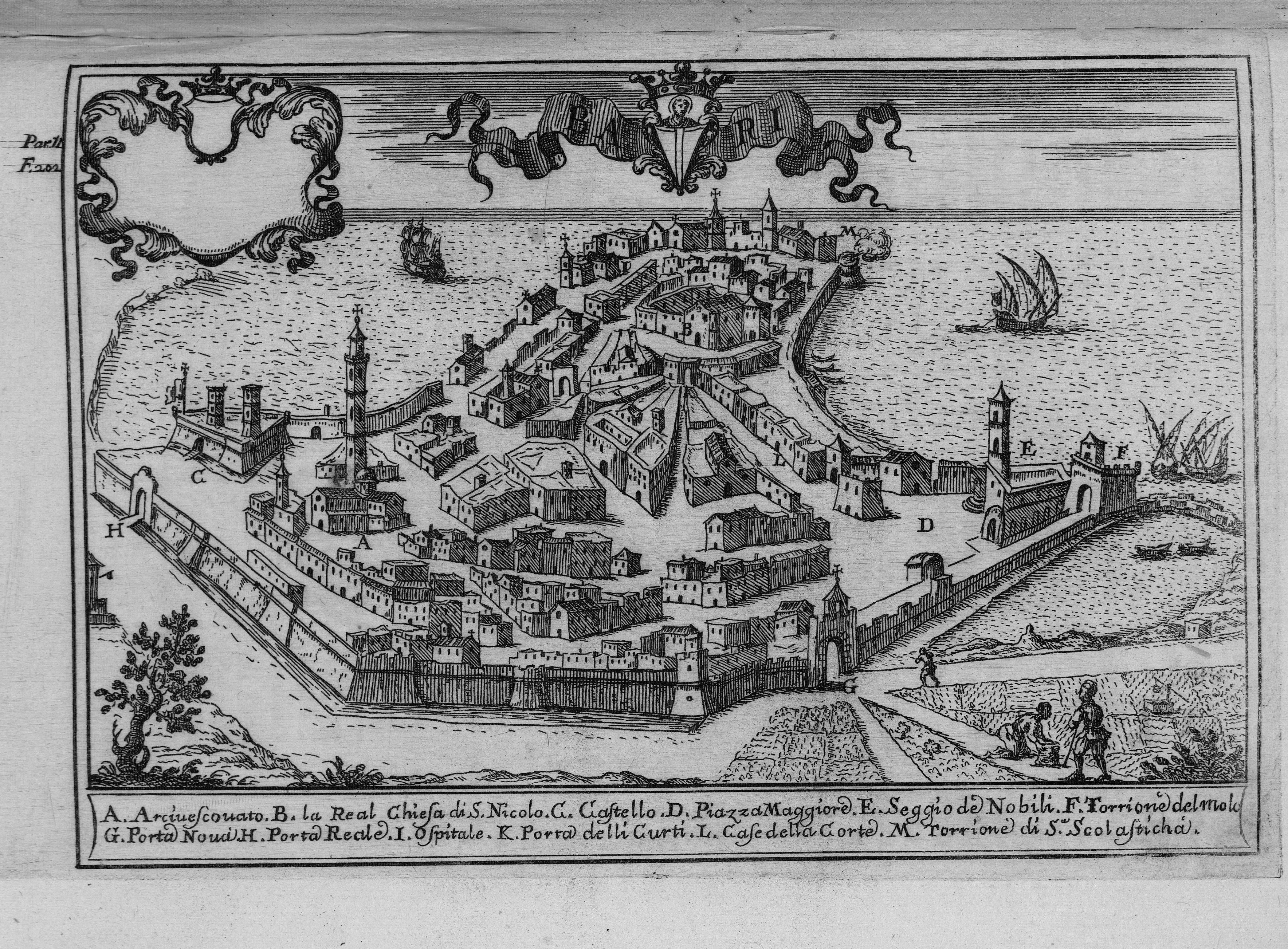
Plan de Bari en 1703.

Une longue période de déclin accompagnent les dominations angevine, aragonaise et espagnole, et plus généralement des rois de Naples qui ont régné sur la ville de 1282 à 1806, interrompue par une brève période de splendeur sous les Sforza, qui se sont temporairement vus conférés les titres de ducs de Bari par la couronne napolitaine. Les règnes des duchesses Béatrice d'Este, Isabelle de Naples et Bonne Sforza, en particulier, illustrent cet âge d'or,. Bari a également connu une période de domination vénitienne très florissante qui voit notamment l'agrandissement de son port, stimulée par le commerce des produits agricoles de la campagne barésienne dont la demande est forte auprès des marchés étrangers.
En 1556, la princesse Bonne Sforza, seconde épouse du roi de Pologne Sigismond Ier, quitte le royaume de son défunt époux pour s'installer à Bari, dont elle a hérité du titre ducal de ses parents. Pendant son règne, elle refortifie le château de la ville, comme en témoigne une inscription en lettres de bronze sur la corniche délimitant la cour. En un an, elle fit également construire plusieurs églises, un monastère, deux citernes et réalisa de nombreuses donations aux moines de la basilique de San Nicola. Elle mourut sans héritiers en 1557 et Bari repassa sous le contrôle direct des rois de Naples.

### Époque contemporaine

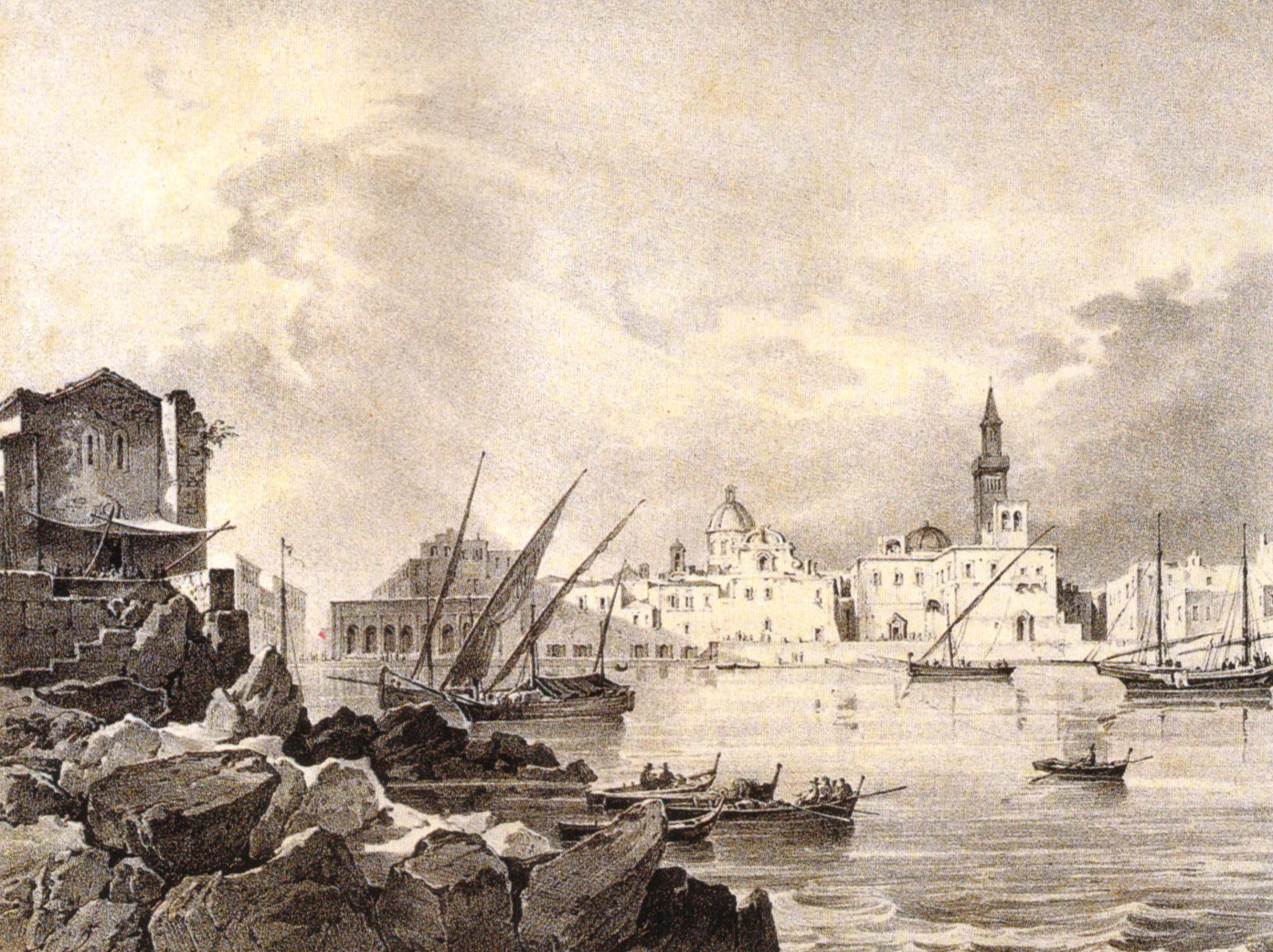
Xylographie du port de Bari au XIXe siècle.

Le 25 avril 1813, Joachim Murat, roi de Naples pendant l'ère napoléonienne, pose la première pierre de l'extension de la ville en dehors de l'enceinte médiévale (appelée à l'origine « nouveau village » ou « village de Murat »), caractérisée par un tracé orthogonal des rues. La population augmente rapidement, passant de 18 000 à 94 000 habitants à l'aube du XXe siècle. Bari devient le chef-lieu provincial ainsi que le siège de nombreuses institutions publiques : le théâtre Piccinni, la chambre de Commerce, l'aqueduc des Pouilles (achevé en 1915), le théâtre Petruzzelli et l'université, ainsi que la maison d'édition Laterza (cette dernière est une entreprise privée).
Pendant la période fasciste, Bari se dote d'une promenade le long du bord de mer inaugurée par son maire Araldo di Crollalanza,, et la Fiera del Levante (foire du Levant) est inaugurée.

#### Seconde Guerre mondiale
La ville a subi d'importants dégâts durant la Seconde Guerre mondiale, à l'image du bombardement de la ville en 1943.
Le 11 septembre 1943, après l'armistice de Cassibile, Bari se rend sans résistance à la 1re division aéroportée britannique. En octobre et novembre 1943, les troupes néo-zélandaises de la 2e division néo-zélandaise se rassemblent également dans la ville.
La Balkan Air Force, qui soutenait les partisans et résistants yougoslaves, était implantée à Bari.

##### Catastrophe chimique de 1943

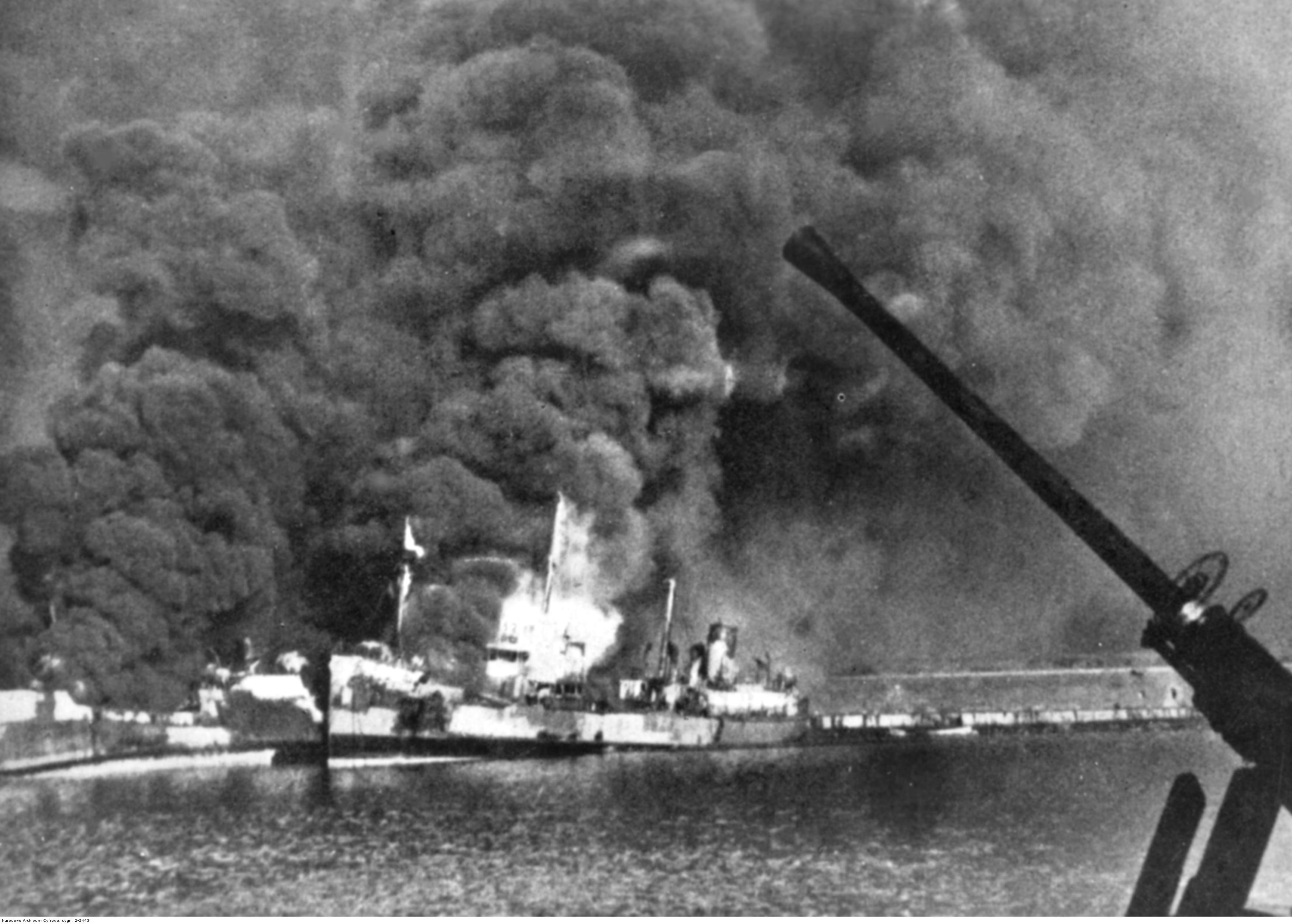
Vue du port de Bari pendant le bombardement.

Par une tragique coïncidence, sans intention de la part des deux camps opposés durant la Seconde Guerre mondiale, Bari obtient la sinistre distinction d'être la seule ville européenne à avoir subi des conséquences comparables à celles d'une guerre chimique.
Dans la nuit du 2 décembre 1943, 105 bombardiers allemands Junkers Ju 88 bombardent le port de Bari, centre de ravitaillement clé pour les forces alliées qui progressent alors en Italie. Plus de 20 navires alliés sont coulés dans le port surchargé, dont le liberty ship américain John Harvey, qui transportait du gaz moutarde. Le composé toxique aurait également été entreposé sur les quais en attente de chargement (il était destiné à une éventuelle riposte en cas de guerre chimique initiée par les forces allemandes). La présence de ce gaz était hautement confidentielle, et les autorités militaires britanniques présentes dans la ville n'avaient pas été informées par les États-Unis de son existence, ce qui aggrava considérablement le bilan humain : les médecins britanniques, ne reconnaissant pas la nature chimique des symptômes, administrèrent des traitements inadaptés qui furent fatals pour de nombreux malades. Par ailleurs, les secouristes, ignorant qu'ils manipulaient des victimes contaminées, furent eux-mêmes exposés par contact avec la peau et les vêtements imprégnés de gaz.
Un membre de l'équipe médicale du général Dwight D. Eisenhower, Stewart F. Alexander, fut envoyé à Bari après le funeste incident. Formé à l'Arsenal Edgewood dans le Maryland, Alexander connaissait certains des effets du gaz moutarde. Bien qu'il ne fût pas informé de la cargaison du John Harvey, et que les symptômes atypiques des victimes, dus à une exposition au gaz mélangé à l'eau et à l'huile, compliquaient le diagnostic, il identifia rapidement la présence de gaz moutarde chez les patients. Il informa alors les autorités de l'exposition des patients au gaz moutarde, ce qui a permis aux équipes médicales, désormais conscientes du mal des victimes, de sauver de nombreuses vies. Il préserva également des échantillons de tissus provenant des victimes autopsiées, qui contribuèrent, après-guerre, au développement d'une forme embryonnaire de chimiothérapie à base de moutarde, la chlorméthine.
Sur ordre des dirigeants alliés Franklin D. Roosevelt, Winston Churchill et Dwight D. Eisenhower, les documents relatifs à cet incident furent détruits, et l'affaire resta secrète pendant de nombreuses années. Les archives américaines de l'attaque furent déclassifiées en 1959, mais l'épisode resta méconnu jusqu'en 1967, lorsque l'écrivain Glenn B. Infield publia Disaster at Bari (Désastre à Bari), mettant la lumière sur les faits qui se sont produits. Le nombre exact de victimes reste sujet à controverse. Une source mentionne 69 décès liés au gaz moutarde, principalement parmi les soldats américains, tandis que d'autres estiment que plus de 1 000 soldats alliés et plus de 1 000 civils italiens auraient péri du fait de cet accident.
L'affaire a fait l'objet de deux ouvrages : Disaster at Bari, de Glenn B. Infield, et Nightmare in Bari: The World War II Liberty Ship Poison Gas Disaster and Coverup, de Gerald Reminick.
En 1988, grâce aux efforts de Nick T. Spark et des sénateurs américains Dennis De Concini et Bill Bradley, Stewart Alexander est officiellement promu chirurgien en chef de l'armée américaine en guise de récompense pour avoir résolu la catastrophe de Bari.

Vue lointaine de l'explosion du Charles Henderson, le 9 avril 1945.

Le port de Bari est à nouveau frappé par une catastrophe analogue le 9 avril 1945, lorsqu'un autre liberty ship, le Charles Henderson, explose près des quais alors qu'il est en train de décharger 2 000 tonnes de bombes aériennes (la moitié de la cargaison avait déjà été déchargée lorsque l'explosion se produisit). 360 personnes furent tuées et 1 730 autres blessées.

#### De 1945 à nos jours
Bari a par la suite connu un fort développement économique, ainsi qu’une croissance urbaine importante mais mal maîtrisée. Dans les années 1970 et 1980, la ville atteint 400 000 habitants.
Devenue métropole en 1990, elle connaît le phénomène de mobilité pendulaire et de la périurbanisation, tandis que se développent les secteurs tertiaire et industriel.
En raison de sa position, Bari reçoit un afflux important d'émigrants d'Europe de l'Est. Le 6 août 1991, le navire Vlora débarque au port de Bari avec plus de 20 000 Albanais à bord.

## Politique et administration

### Subdivisions

Arrondissements (municipi) de Bari.

Bari est divisée en cinq arrondissements (municipio, municipi au pluriel) depuis 2014.
| Code | Arrondissement | Surface   | Habitants |
| ---- | -------------- | --------- | --------- |
| 1    | Municipio 1    | 24,07 km² | 113 378   |
| 2    | Municipio 2    | 15,44 km² | 91 303    |
| 3    | Municipio 3    | 22,51 km² | 50 742    |
| 4    | Municipio 4    | 33,16 km² | 38 566    |
| 5    | Municipio 5    | 21,56 km² | 30 209    |

### Jumelages
La ville de Bari est jumelée avec, :
- Banja Luka (Bosnie-Herzégovine) ;
- Batoumi (Géorgie) ;
- Bologne (Italie) ;
- Canton (Chine) ;
- Celle di San Vito (Italie) ;
- Corfou (Grèce) ;
- Durrës (Albanie) ;
- Mar del Plata (Argentine) ;
- Monte Sant'Angelo (Italie) ;
- Palma (Espagne) ;
- Patras (Grèce) ;
- San Giovanni Rotondo (Italie) ;
- Słupsk (Pologne) ;
- Szczecin (Pologne) ;
- Vasto (Italie).

### Communes limitrophes
Adelfia, Bitonto, Bitritto, Capurso, Giovinazzo, Modugno, Mola di Bari, Noicattaro, Triggiano, Valenzano.

## Population et société

### Évolution démographique
En 2019, Bari comptait 316 491 habitants (1,6 million dans l'aire urbaine de Bari en 2015), dont 47,9 % d'hommes et 52,1 % de femmes. En 2007, les mineurs (enfants ayant moins de 18 ans) représentaient 17,9 % de la population, contre 19,1 % de retraités. En comparaison, la moyenne italienne est de 18,1 % pour les mineurs et 19,9 % pour les retraités. L'âge moyen des habitants de Bari est de 42 ans, identique à la moyenne nationale.
Entre 2002 et 2007, la population de Bari a augmenté de 2,7 %, tandis que l'ensemble de l'Italie a enregistré une croissance de 3,6 % sur la même période. Le taux de natalité actuel à Bari est de 8,67 naissances pour 1 000 habitants, contre une moyenne nationale italienne de 9,45 naissances.Habitants recensés

### Immigration
| Pays de naissance | Population (2015) |
| ----------------- | ----------------- |
| Géorgie           | 1 664             |
| Albanie           | 1 390             |
| Roumanie          | 1 171             |
| Bangladesh        | 828               |
| Chine             | 731               |
| Maurice           | 689               |

L'ouverture sur l'étranger de Bari, en tant que ville portuaire, revêt une importance historique en raison de ses liens commerciaux étroits avec la Grèce, l'Afrique du Nord et la Méditerranée orientale.
En 2015, 3,8 % de la population de Bari était étrangère.

### Santé

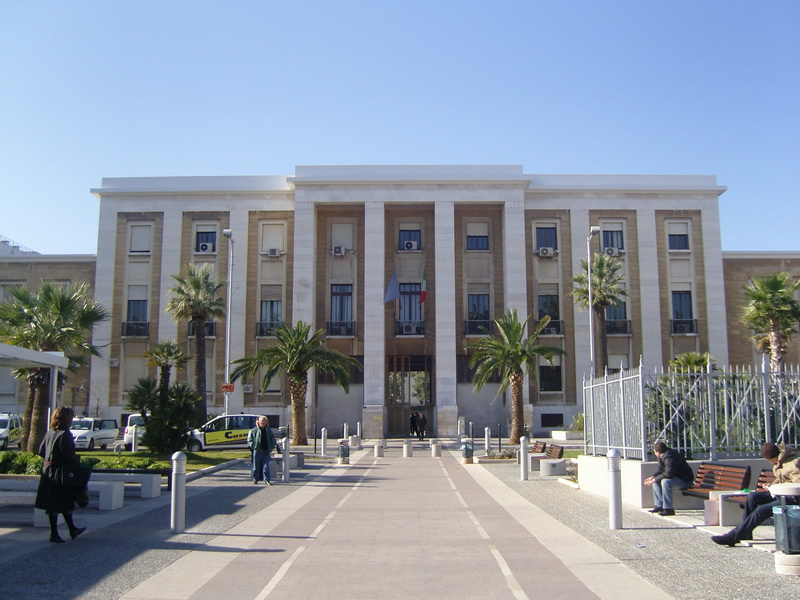
Hôpital Polyclinique de Bari.

La ville dispose de plusieurs établissements de santé publics et privés. Il y a trois grands pôles hospitaliers généraux à Bari :
- L'hôpital Polyclinique, siège de la faculté de médecine de l'université de Bari[62] ;
- L'hôpital « Di Venere »[63] ;
- L'hôpital « San Paolo »[64].

Les principales structures spécialisées sont :
- L'hôpital pédiatrique Giovanni-XXIII ;
- L'institut de cancérologie « Giovanni-Paolo II » ;
- L'institut de l'hospitalisation et de soins, qui se spécialise dans le traitement du cancer.

### Sports
La ville de Bari a organisé les Jeux Méditerranéens de 1997.

#### Football
L'Associazione Sportiva Bari (AS Bari) est le principal club de football de Bari. Il a été fondé le 15 janvier 1908. On trouve divers autres clubs de football dans la ville, dont : l'Associazione Sportiva Dilettantistica Liberty Bari 1909, l'Associazione Sportiva Dilettantistica San Paolo Bari, l'A.S.D. Japigia Valenzano, l'A.S.D. Libertas Palese, l'U.S.D. R. Sibillano 1950 Bari, l'A.S.D. Rione Picone Bari, l'A.S.D. Sporting Club Santo Spirito, l'A.S.D. Virtus Loseto et l'U.S.D. Pro Inter.

#### Rugby
La ville a un club de rugby, l'Associazione Sportiva Rugby Bari, fondé en 1980 par un groupe de passionnés ; c'est une des équipes importantes du sud de l'Italie.

#### Aviron

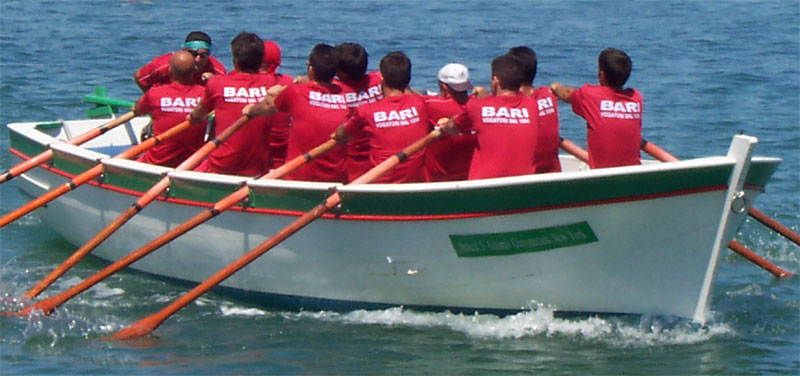
Bari Vogatori.

La ville possède un club d'aviron, le Bari Vogatori 1894 (it), fondé officiellement le 6 novembre 1894 sous le nom de Circolo Cannottieri Sport par un médecin milanais, Igino Pampana. À partir de 1894, l'association organise des rencontres estivales annuelles, le trophée de l'Adriatique (Trofeo dell'Adriatico), ouvertes aux villes de la côte.

#### Cyclisme
| Année | Étape | Départ                 | km  | Vainqueur d’étape | Maillot rose            |
| ----- | ----- | ---------------------- | --- | ----------------- | ----------------------- |
| 1911  | 10e   | Sulmona                | 363 | Carlo Galetti     | Carlo Galetti           |
| 1913  | 5e    | Salerne                | 295 | Giuseppe Azzini   | Eberardo Pavesi         |
| 1914  | 5e    | Avellino               | 328 | Giuseppe Azzini   | Giuseppe Azzini         |
| 1925  | 6e    | Naples                 | 314 | Alfredo Binda     | Alfredo Binda           |
| 1927  | 8e    | Avellino               | 271 | Alfredo Binda     | Alfredo Binda           |
| 1934  | 7e    | Naples                 | 339 | Adriano Vignoli   | Learco Guerra           |
| 1935  | 8e    | Lanciano               | 308 | Learco Guerra     | Vasco Bergamaschi       |
| 1936  | 7e    | Naples                 | 283 | Raffaele Di Paco  | Giuseppe Olmo           |
| 1947  | 9e    | Naples                 | 288 | Elio Bertocchi    | Gino Bartali            |
| 1948  | 8e    | Pescara                | 347 | Adolfo Leoni      | Giordano Cottur         |
| 1954  | 4e    | Catanzaro              | 352 | Angelo Conterno   | Giuseppe Minardi        |
| 1961  | 9e    | Castellana Grotte      | 53  | Jacques Anquetil  | Guillaume Van Tongerloo |
| 1963  | 2e    | Potenza                | 185 | Pierino Baffi     | Vittorio Adorni         |
| 1971  | 1re   | Brindisi               | 175 | Marino Basso      | Marino Basso            |
| 1975  | 5e    | Campobasso             | 224 | Rik Van Linden    | Francisco Galdós        |
| 1981  | 6e    | Rodi Garganico         | 225 | Giuseppe Saronni  | Giuseppe Saronni        |
| 1987  | 9e    | San Giorgio del Sannio | 257 | Urs Freuler       | Stephen Roche           |
| 1990  | 1re   | Bari                   | 13  | Gianni Bugno      | Gianni Bugno            |

#### Équipements sportifs

##### Stade San Nicola

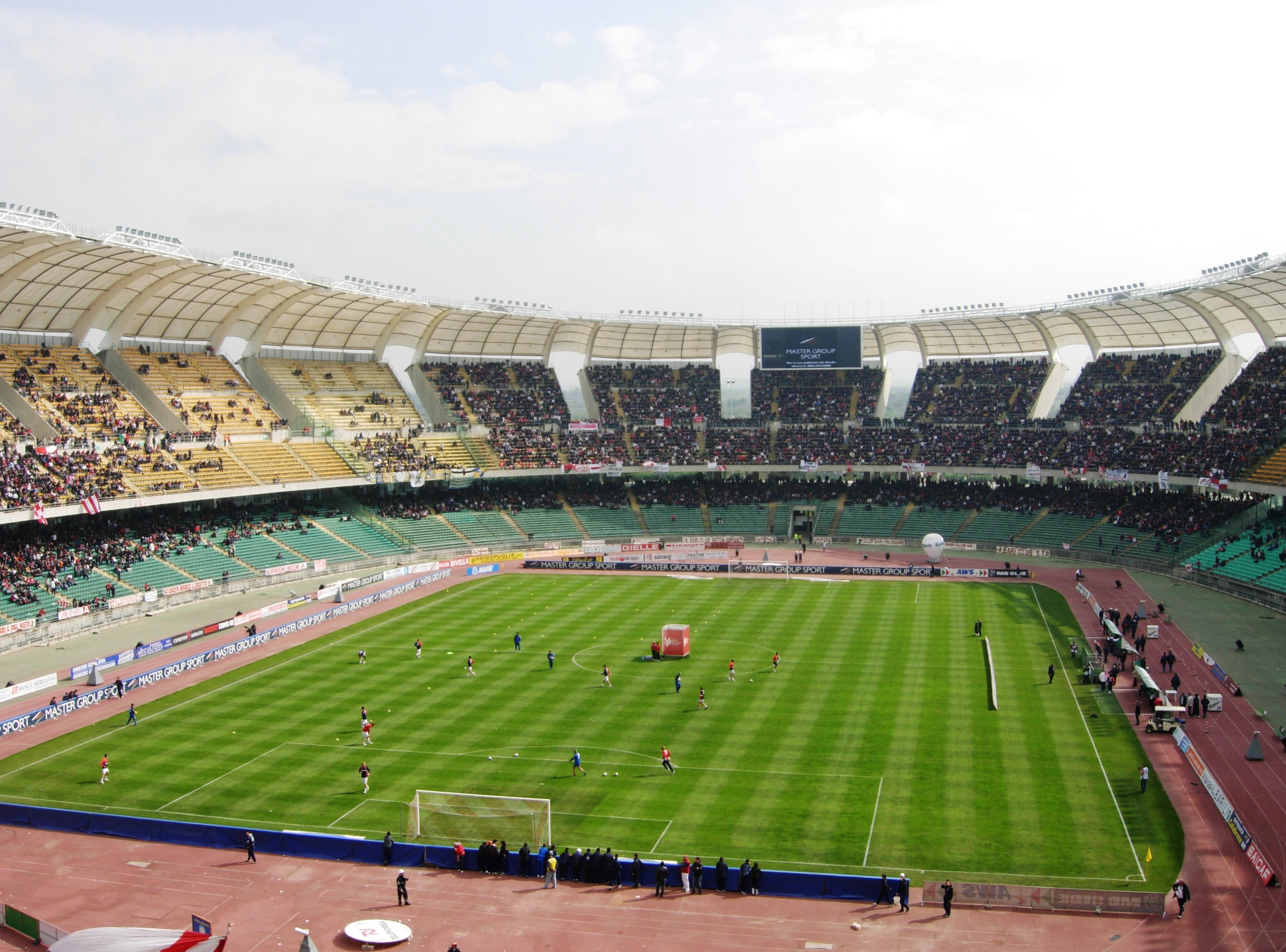
Stade San Nicola.

Le stade San Nicola est le plus grand complexe sportif de Bari. Propriété de la mairie, il est situé dans le quartier de Carbonara. Il porte le nom du saint patron de la ville.
Conçu par l'architecte Renzo Piano, le stade a été construit entre 1987 et 1990 pour la quatorzième édition de la Coupe du monde de football, au cours de laquelle il a accueilli cinq matchs dont celui pour la troisième place.
En 1991, il a été le siège de la finale de Ligue des champions. Aujourd'hui, le stade est utilisé pour les matchs à domicile de l'AS Bari, et accueille parfois des épreuves d'athlétisme, des événements religieux ou des concerts.

##### Arène de la Victoire
Le stade de la Victoire (it) (ou « arène de la Victoire » car il reprend partiellement la forme d'une arène romaine) a été conçu en 1930 et il a ouvert ses portes le 16 décembre 1934. Il est resté la plus grande infrastructure sportive de Bari jusqu'à l'inauguration du stade San Nicola en 1990.
En été 1990, il a servi à regrouper 17 000 réfugiés albanais débarqués depuis un navire clandestin dans le port de la ville. Il est rénové en 1997, pour pouvoir accueillir des spectacles et des expositions.

##### Palaflorio
Le Palaflorio (it) est un centre polyvalent situé dans le quartier de Japigia, construit dans les années 1980 pour répondre aux besoins croissants de la ville en équipements sportifs. Le nom du site rend hommage à Pietro Florio, président de la Fédération italienne de volley-ball (Federvolley) de 1977 à 1988, originaire de la ville.

### Enseignement

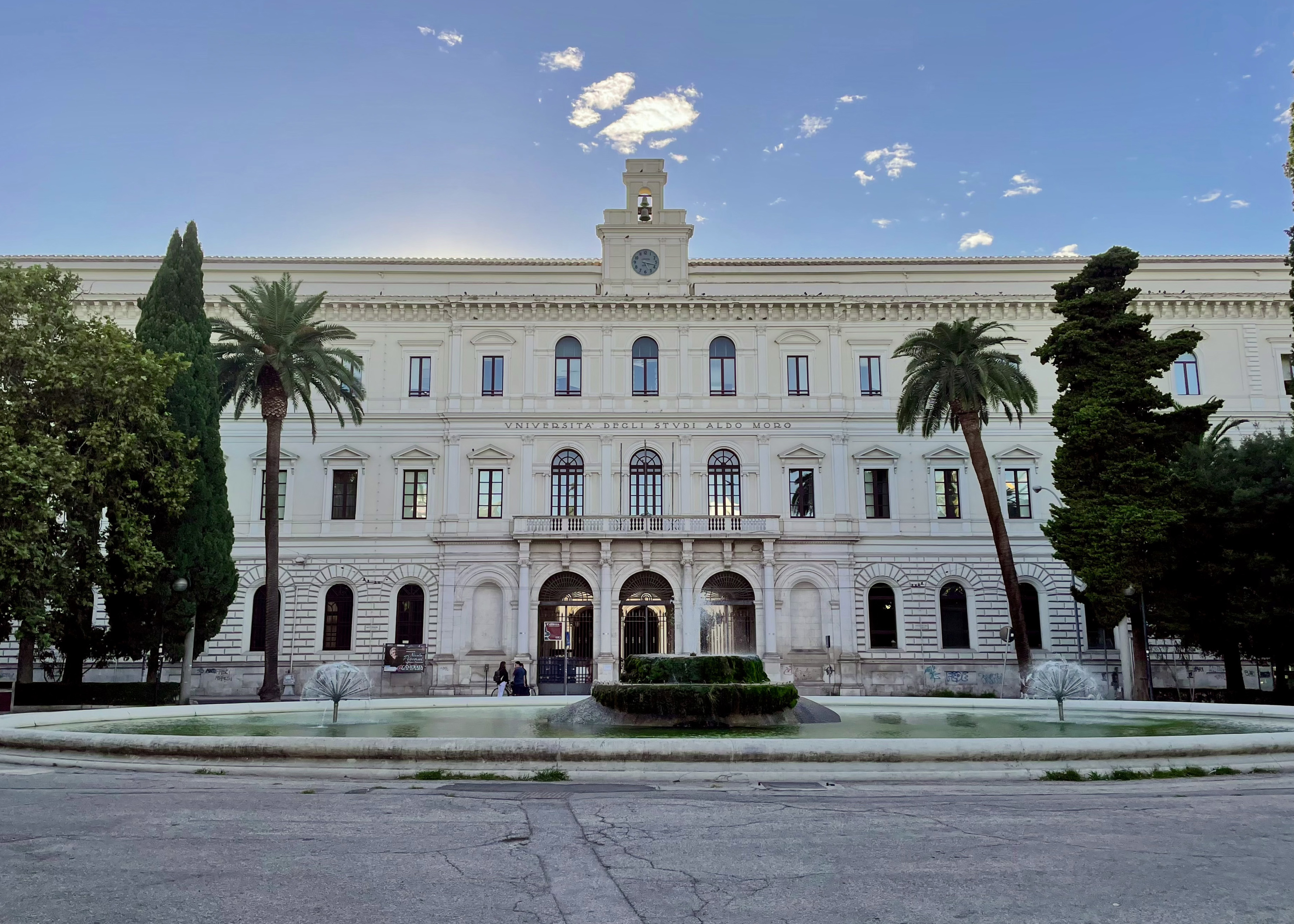
Université de Bari « Aldo-Moro ».

- Université de Bari « Aldo-Moro ».Le conservatoire de musique « Niccolò Piccinni », du nom du célèbre compositeur barese (« de Bari ») Niccolò Piccinni, est la plus importante école de musique de la ville[67] ;
- L'académie des Beaux-Arts de Bari, dont les cours sont dispensés dans le complexe monastique de Santa Chiara à proximité de la commune de Mola di Bari[68] ;
- L'université « Aldo-Moro » de Bari (Università degli Studi di Bari « Aldo-Moro ») est la plus importante université publique des Pouilles, ainsi que parmi les plus attractives du sud de l'Italie. Fondée en 1925, l'université compte 13 facultés et accueille plus de 60 000 étudiants. Ses cours sont dispensés dans le palazzo Ateneo, piazza Umberto-I, ainsi que dans plusieurs autres structures disséminées dans la ville[69] ;
- L'école polytechnique de Bari a été fondée en 1990, et est implantée dans le campus. Elle accueille 11 000 étudiants et possède trois facultés d'ingénierie et d'architecture[70] ;
- La Libera Università Mediterranea est une université privée, reconnue juridiquement depuis 2000. Elle est située dans le centre d'affaires de Casamassima, à quelques kilomètres de Bari[71].

Il y a à Bari, depuis 1983, le Consortium des Universités Méditerranéennes (CUM) auquel adhèrent plus de 160 institutions universitaires de tout le bassin méditerranéen.

### Manifestations culturelles et festivités

#### Fêtes patronales de San Nicola

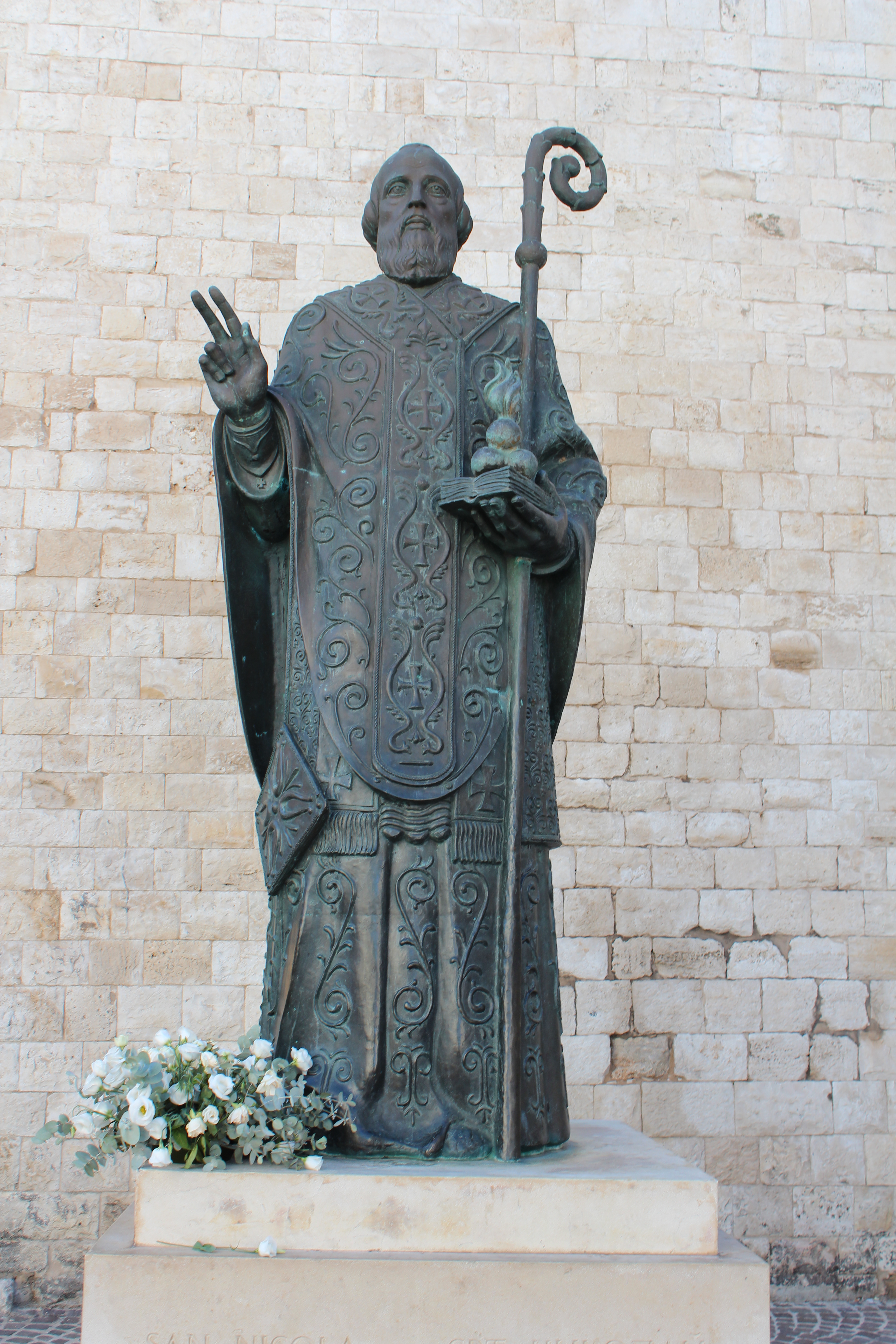
Statue de saint Nicolas face à la basilique homonyme.

Du 7 au 9 mai se déroule, dans le centre historique de Bari, la fête du saint patron de la ville, saint Nicolas, qui attire de nombreux pèlerins. L'une des traditions est d'offrir du pain à la basilique. Afin de commémorer l'arrivée des reliques de saint Nicolas, la veille, un cortège traverse la ville.
Le jour de la fête se déroule une procession, au cours de laquelle la statue du saint est portée au môle Saint-Nicolas, sur le vieux port, où l'archevêque célèbre une messe. La statue est ensuite portée sur la mer par un cortège de bateaux. Le soir, elle est ramenée à la basilique par une nouvelle procession et les festivités s'achèvent par des feux d’artifice.
La mort de saint Nicolas est également célébrée le 6 décembre. Cette fête est célébrée dans tout le monde chrétien occidental, en particulier dans les pays d'Europe du Nord, ainsi qu'en Russie,.
Une des légendes populaires veut que saint Nicolas ait permis à trois jeunes filles de se marier en leur offrant trois sacs de pièces d'or ; c'est la raison pour laquelle saint Nicolas est traditionnellement représenté tenant trois boules d'or dans la main, et que les jeunes filles souhaitant un époux le prient. Elles écrivent leurs souhaits sur des petits mots qui sont placées dans la coupole de verre qui abrite la statue du saint.

#### Foire du Levant

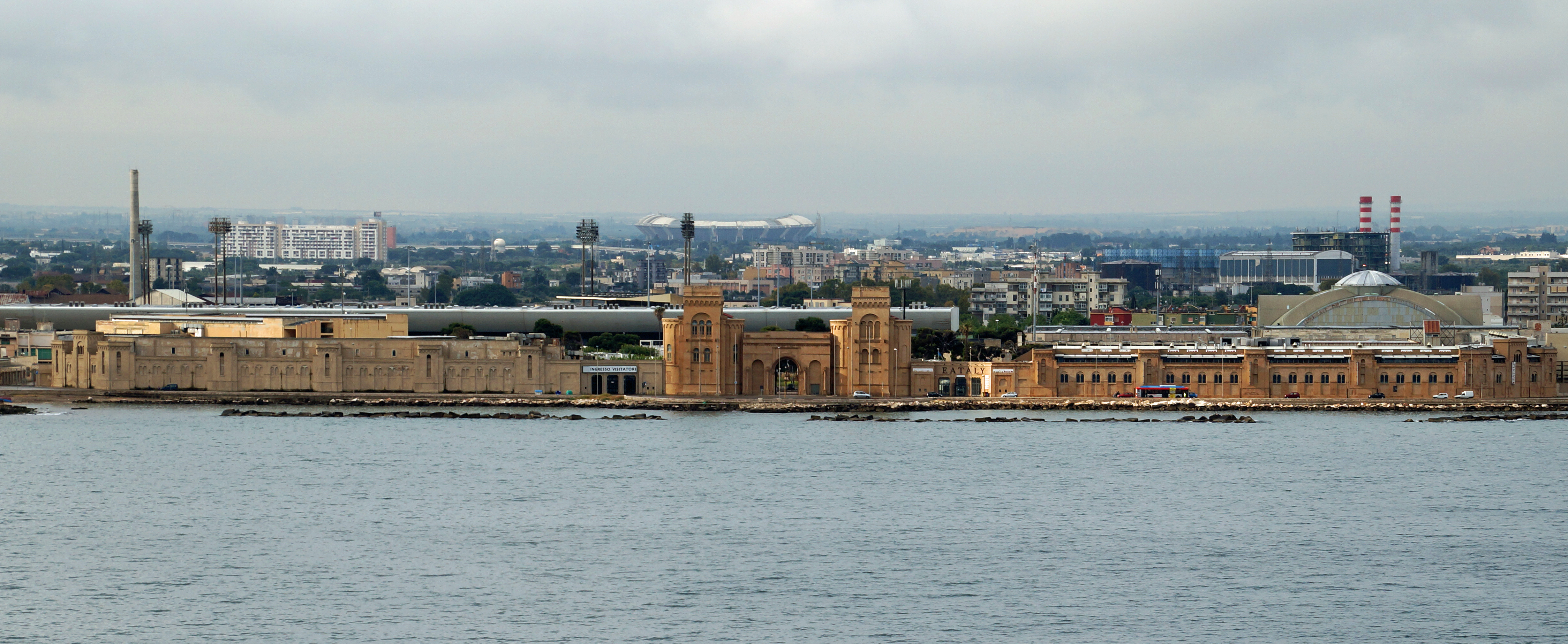
Vue panoramique du site de la Fiera del Levante.

La foire du Levant (Fiera del Levante) est l'une des principales foires méditerranéennes. Elle a été instituée en 1929 par la municipalité, l'administration provinciale et la Chambre de commerce de Bari, et la première édition s'étant tenue l'année suivante. La foire se tient en septembre chaque année depuis lors malgré une interruption pendant la Seconde Guerre mondiale, de 1940 à 1946.
En moyenne, la foire accueille 5 000 exposants de nationalités diverses, pour presque deux millions de visiteurs.
La foire historique est la plus connue du grand public, une des plus importantes en Europe, elle se tient dans une zone dédiée de 300 000 m2 au nord-ouest de la ville, près de la pointe de San Cataldo, la bordure ouest du nouveau port.
La foire cherche également à promouvoir les échanges entre l'Orient et l'Occident, dont Bari est traditionnellement un point de rencontre.

## Économie

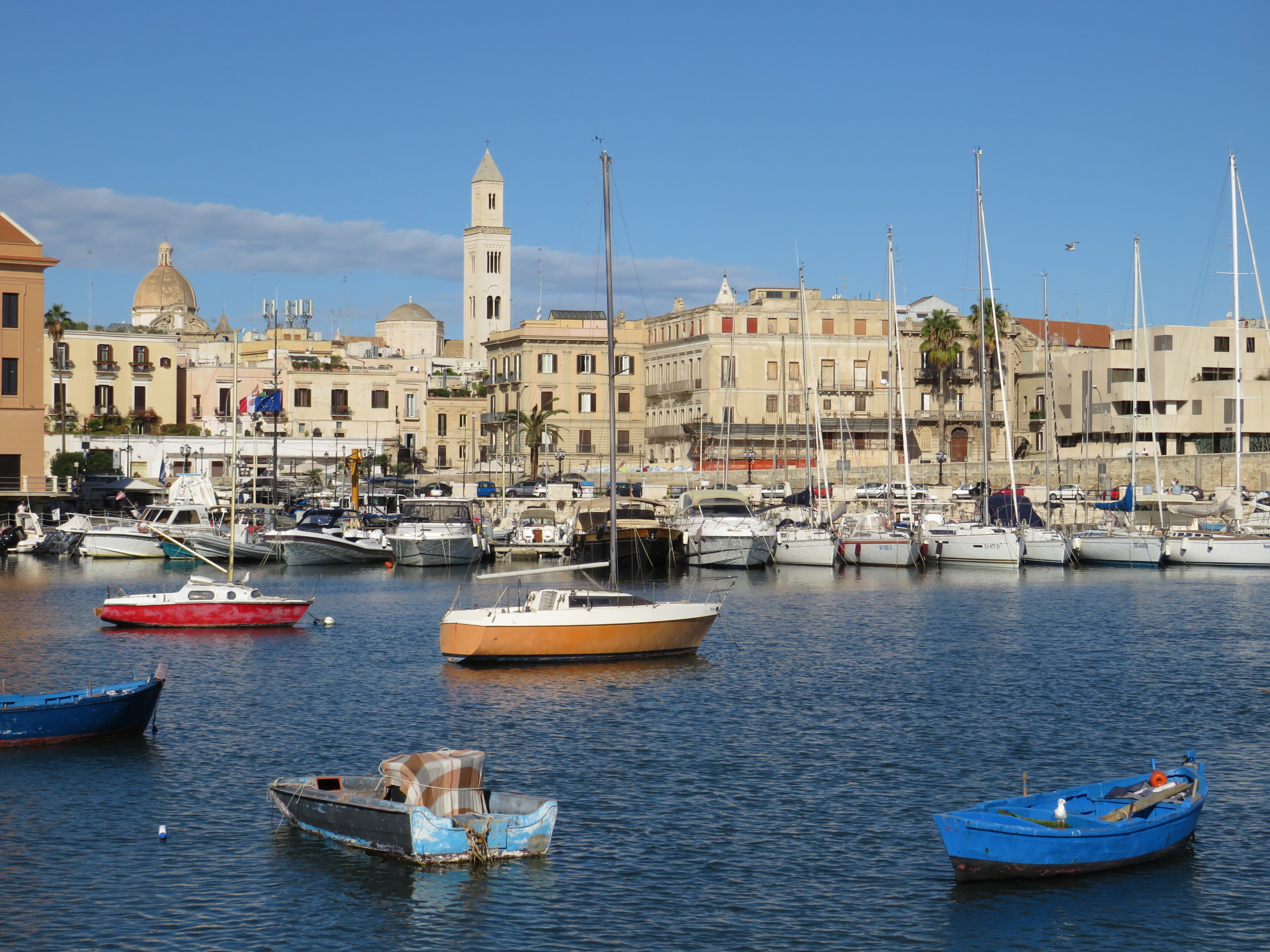
Port de pêche de Bari.

Ville historiquement orientée vers le commerce, Bari est depuis toujours un point névralgique du secteur de l'économie et des échanges politico-culturels avec l'est européen.
L'économie de la ville repose sur les industries, le commerce, les services et l'administration. Environ deux tiers des emplois à Bari appartiennent au secteur tertiaire, grâce à son port, ses activités commerciales et ses fonctions administratives. La proportion la plus élevée de la population active travaille dans les services (45,6 %).
Antique ville maritime, Bari a toujours eu une forte vocation commerciale, ce qui en a fait — grâce à sa position géographique privilégiée — un important centre commercial, aujourd'hui le deuxième du sud de l'Italie. La richesse des commerçants a permis l'aménagement de l'imposant bâtiment de la Chambre de commerce située à l'intérieur du théâtre Petruzzelli et de nombreux édifices historiques du quartier Murat.
En 2003, le chômage se situait à moins de 11 %, un chiffre nettement inférieur à celui du reste du Mezzogiorno.

### Agriculture

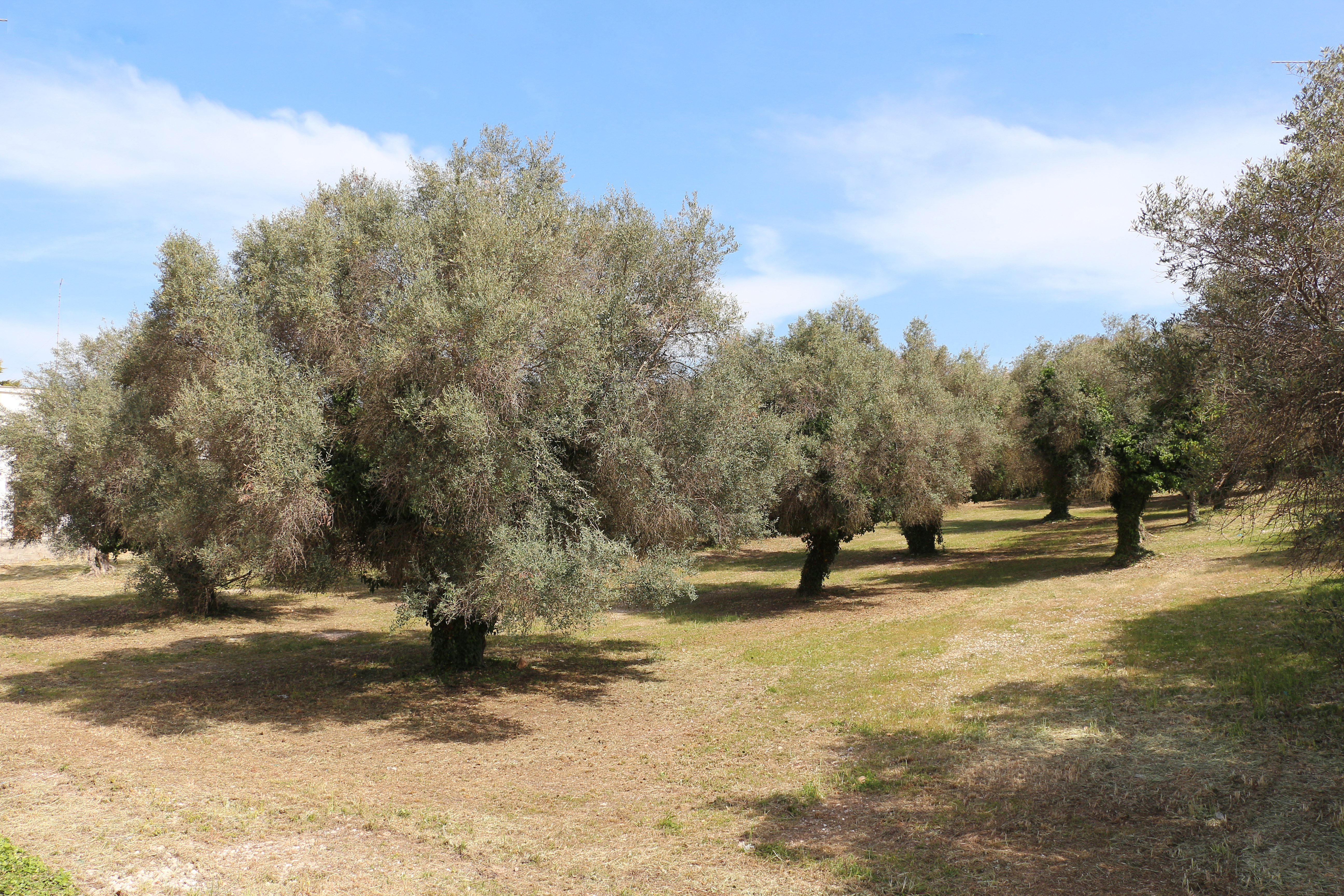
Oliveraie de l'arrière-pays barésien.

L'agriculture est développée : vignobles, oliveraies et vergers d'amandiers sont les principales cultures qui ont fait surgir des moulins à huile, des établissements vinicoles et des conserveries. Le commerce des produits agricoles est très actif, encouragé par la spécialisation des cultures (tomates, artichauts, concombres, raisins, poires, cerises et figues), résultat d'une forte demande à l'exportation. Le commerce du poisson est bien développé également.

### Industrie
L'industrie a toujours été une force motrice et se développe dans le cadre de l'industrie alimentaire, chimique, pétrochimique, textile, du bois, et surtout mécanique. Les sociétés de mécanique sont Magneti Marelli, BSH Hausgeräte et Getrag, Bari accueille la plus grande implantation industrielle allemande en Italie. À la fin des années 1980, dans le centre Elasis, le système à injection à rampe commune a été développé dont les droits pour l'industrialisation ont été vendus en 1994 par Fiat à Bosch.
La zone industrielle s'est progressivement déplacée à l'extérieur de la ville, et aujourd'hui elle se trouve entre les communes de Bari et de Modugno, avec des ramifications dans les villes de Palo del Colle et de Bitonto. La saturation de la zone a également facilité, dans la dernière décennie, la croissance du secteur industriel de Molfetta.

### Commerce
En 1987, la saturation du centre-ville a incité un homme d'affaires local, Giuseppe Degennaro, à construire près de la ville un centre intégré de gestion et de commerce de gros : le Baricentro qui se trouve à la périphérie de la ville de Casamassima et est un des plus grands centres commerciaux en Europe.
Le secteur des services est plutôt dynamique, avec des sociétés comme Getronics, EDS, IBM et Olivetti.
La foire du Levant contribue fortement à la croissance des activités commerciales.

### Tourisme

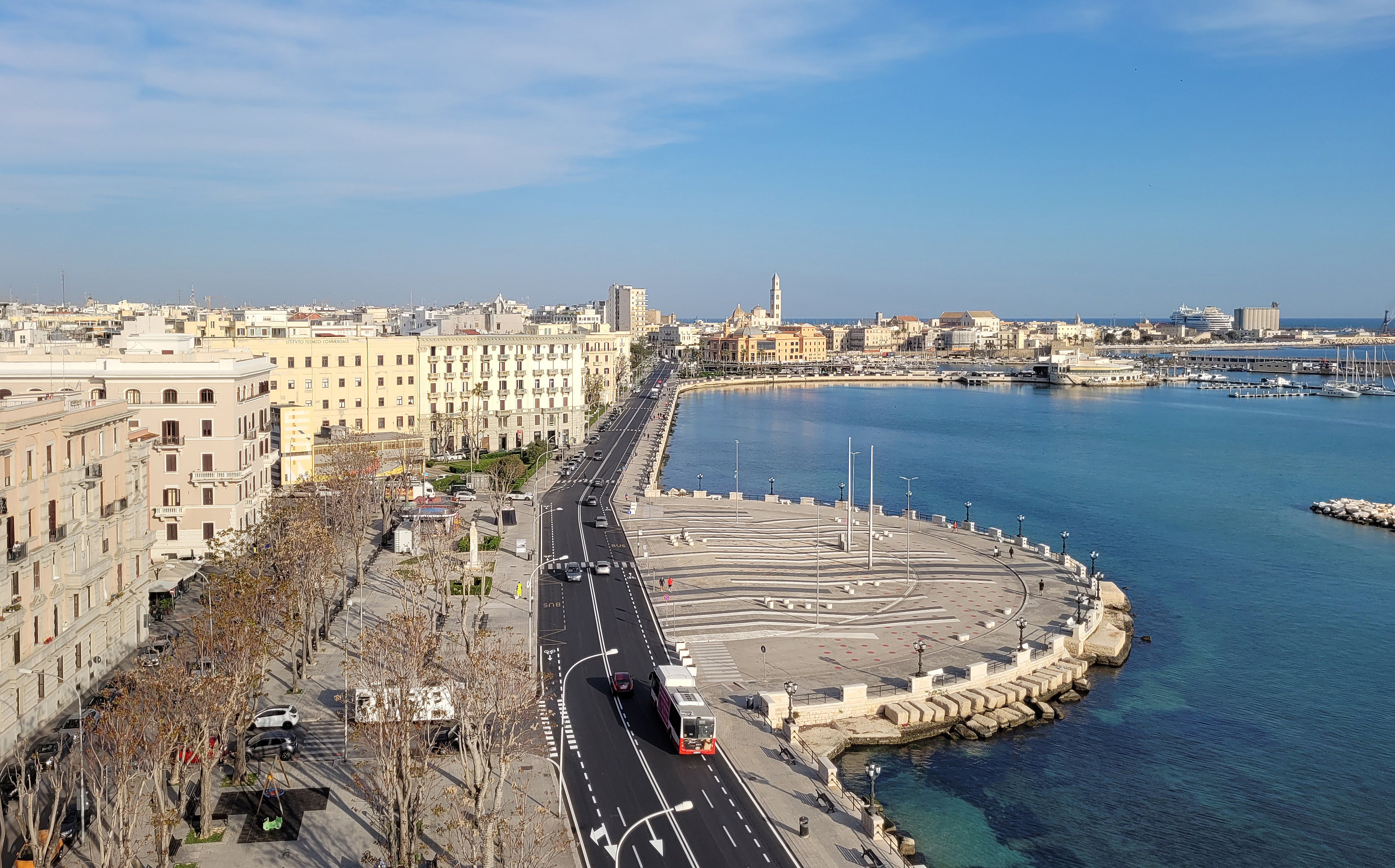
Le Lungomare (front de mer) de Bari en hiver.

Bari se trouve dans une position privilégiée grâce à sa proximité avec les principaux sites touristiques des Pouilles : elle est à 30 km de la cathédrale de Trani, à 20 km du château de Barletta, à 40 km de la forêt Mercadante, de la ville d'art de Conversano ou encore de Polignano a Mare, à 50 km des grottes de Castellana, à 70 km des trulli d'Alberobello et à 80 km d'Ostuni. Les autres villes majeures de la région, Foggia, Tarente, Brindisi et Lecce, sont facilement accessibles grâce à la position centrale du chef-lieu régional.
Le tourisme à Bari a augmenté au cours de ces dernières années en raison du fait que la ville est devenue un important port de croisières, par la rénovation de l'aéroport qui a connu, ces dernières années, une forte croissance de son trafic, par la restauration de la vieille ville et du bord de mer, par l'aménagement de plages (plage Pane e Pomodoro, plage Torre Quetta) et de pistes cyclables littorales, jusqu'à Mola di Bari à l'ouest.

## Culture et patrimoine

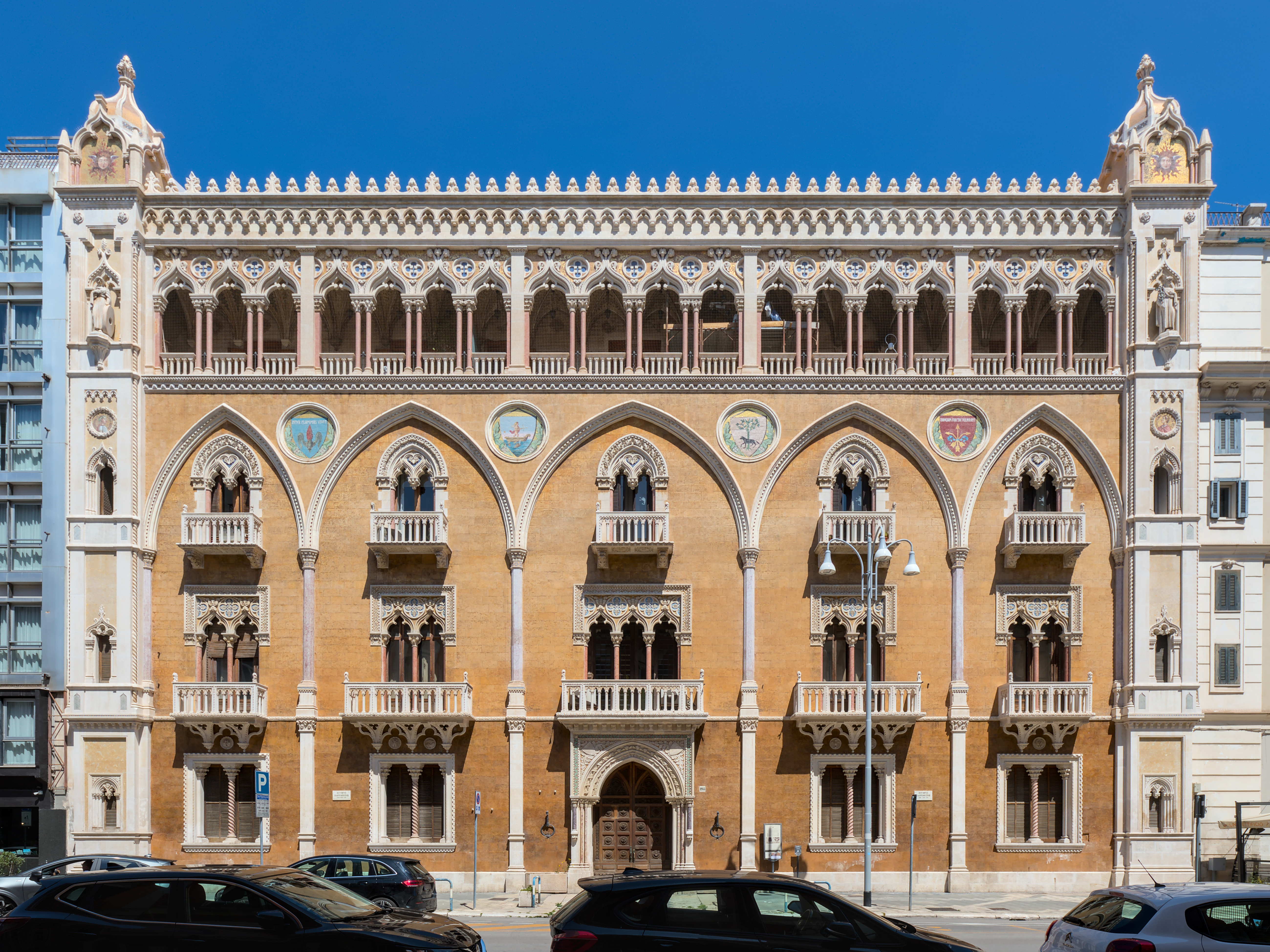
Le palazzo Fizzarotti.

### Architecture et monuments remarquables

#### Architecture civile
La vieille ville, ou Barivecchia, est le quartier le plus ancien de la ville. Elle se caractérise par des rues étroites et sinueuses, conçues pour compliquer l'entrée de soldats ennemis à l'intérieur des murs. On y trouve plusieurs églises et palais construits du Moyen Âge au XVIIIe siècle, comme le palazzo de Gemmis. Elle s'articule autour de deux places principales, la piazza Mercantile et la piazza Ferrarese.
À l’extérieur des murs, on trouve d'autres bâtiments notables tels que le palazzo dell'Acquedotto pugliese, le palazzo della Provincia, le palazzo Atti, le palazzo Colonna et le palazzo Mincuzzi dans le quartier murattiano dessiné par Joachim Murat.

#### Architecture religieuse

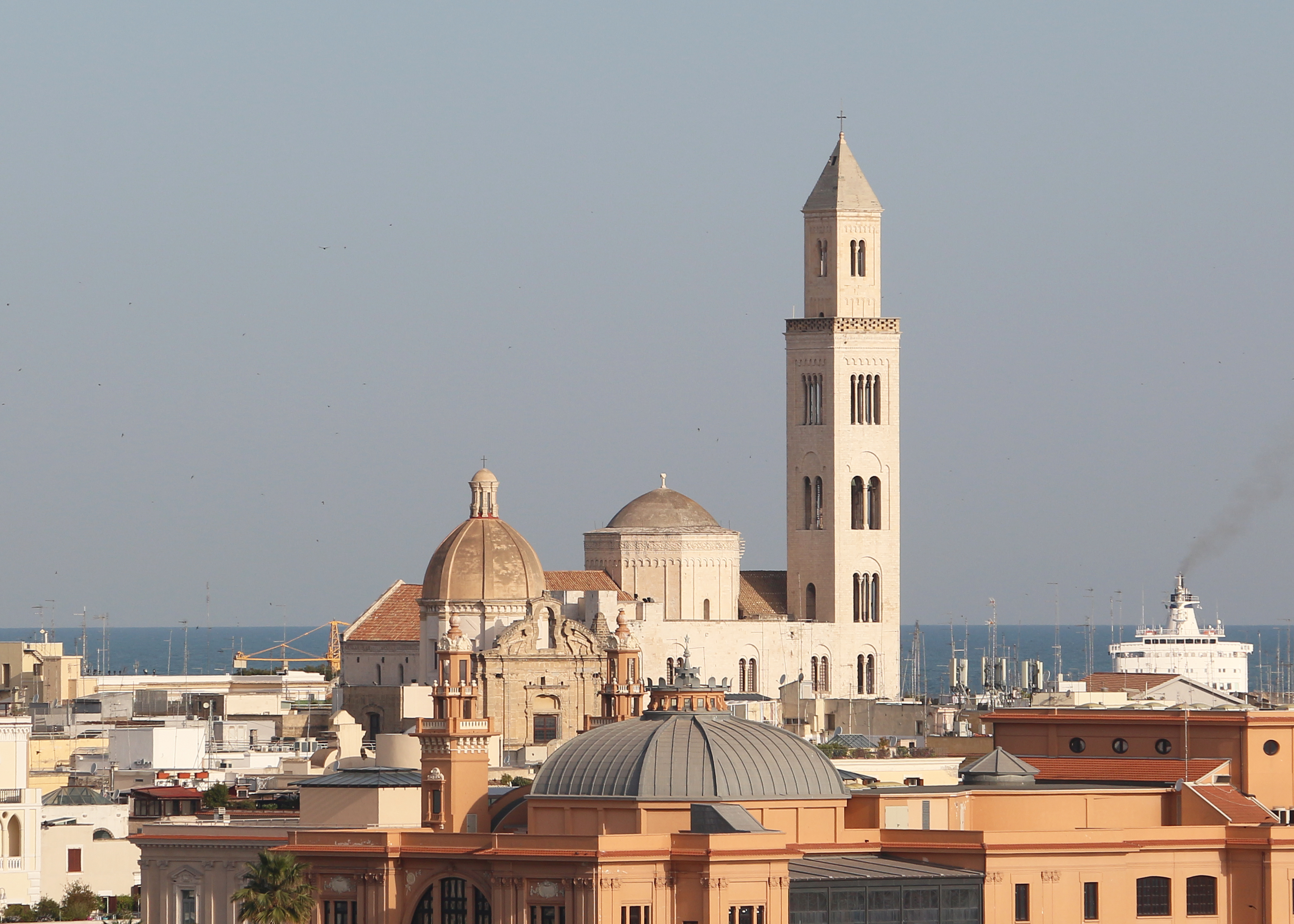
Cathédrale San Sabino dominant les toits de Bari.

- Cathédrale San Sabino de Bari.Cathédrale San Sabino dominant les toits de Bari.La basilique San Nicola, un des lieux emblématiques de Bari, est située au cœur de la vieille ville, sur une grande place où s'élevait auparavant le palais du catépan byzantin détruit lors d'une révolte populaire. Le bâtiment a été érigé entre 1087 et 1197 pour accueillir les reliques de saint Nicolas, dérobées à Myre, en Lycie, par des marins en 1087 qui reposent désormais sur un autel situé dans la crypte. Il est l'un des meilleurs exemples d'architecture romane sur place ;

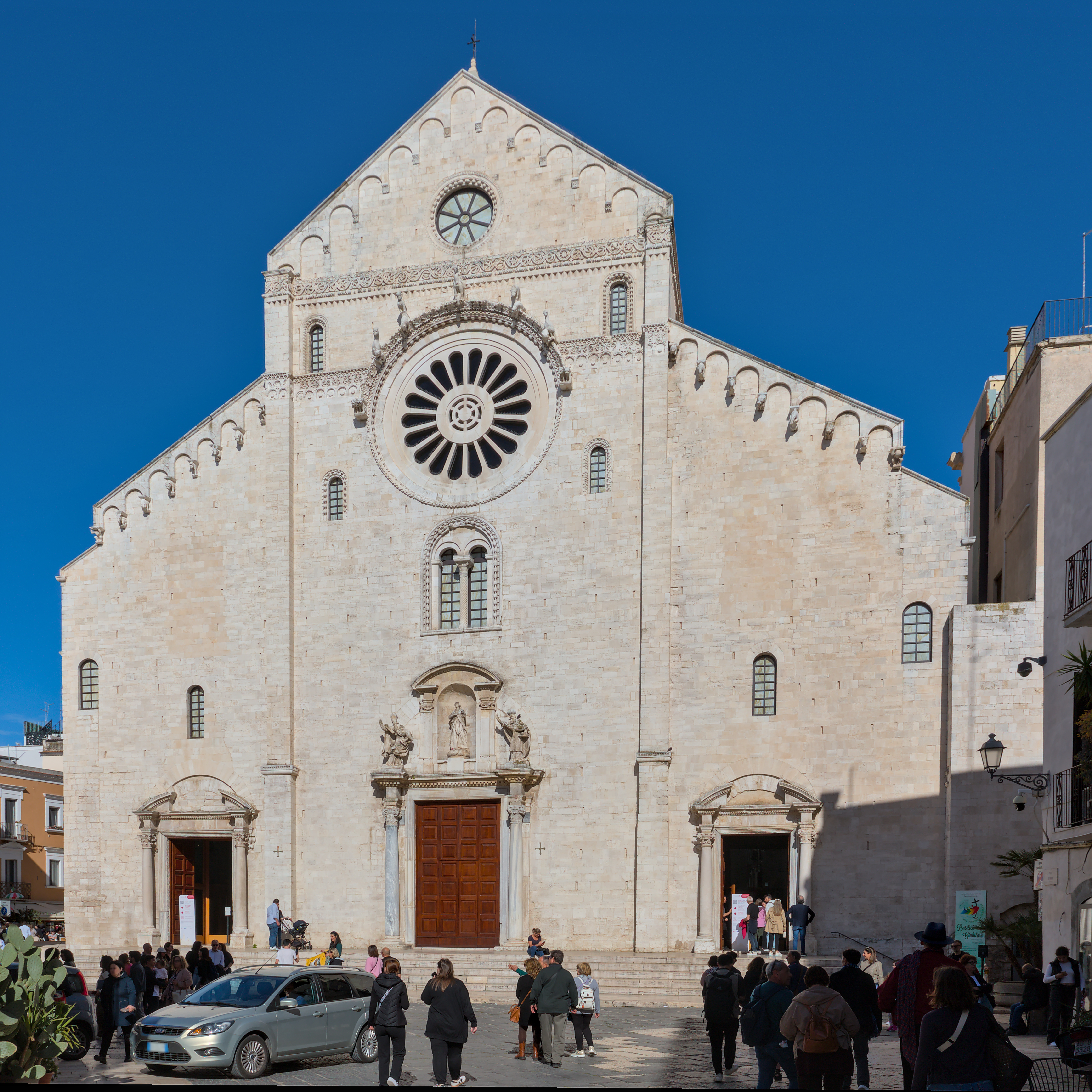
Cathédrale San Sabino de Bari.

- La cathédrale San Sabino, dédiée à Sabin de Canosa, a été construite entre le XIIe siècle et le XIIIe siècle après la destruction de l'ancienne cathédrale byzantine en 1156 par Guillaume Ier de Sicile, dont il ne reste des traces que dans le transept. Comme la basilique San Nicola, l'édifice appartient au style roman des Pouilles : une façade simple, présence des lésènes, d'arches, de fenêtres à meneaux ainsi qu'une rosace majestueuse. Les trois portails d'entrée ont été construits au XIe siècle et remodelés au XVIIIe siècle[88][réf. incomplète] ;

- Autres églises : chiesa di Santa Teresa dei Maschi (it) (1690-1696) de style baroque ; église orthodoxe russe Saint-Nicolas, construite au début du XXe siècle afin d'accueillir les pèlerins russes venus dans la ville pour visiter la basilique renfermant les reliques de saint Nicolas ; chiesa di Santa Chiara, ancienne église des chevaliers de l'Ordre Teutonique construite en 1539 sous le nom de Santa Maria degli Alemanni, elle abrite aujourd'hui un musée ; l'église médiévale San Marco dei Veneziani avec sa façade surmontée d'une rosace.

#### Architecture militaire
- Le château normand-souabe est une forteresse construite en 1131 par Roger II de Sicile. Presque entièrement détruite en 1156 par Guillaume Ier, elle est rapidement reconstruite sur ordre de Frédéric II du Saint-Empire. L'ensemble architectural se caractérise par des tours carrées surplombant un fossé large et profond ;
- Le fort de Saint-Antoine abbé (fortino di Sant'Antonio abate) n'a pas de date exacte de construction connue mais des sources mentionnent son existence dès le XIVe siècle. Détruit par les habitants au cours d'une révolte en 1463, il est reconstruit au XVIe siècle sur ordre d'Isabelle d'Aragon.

Castello normanno-svevo (château normand-souabe)
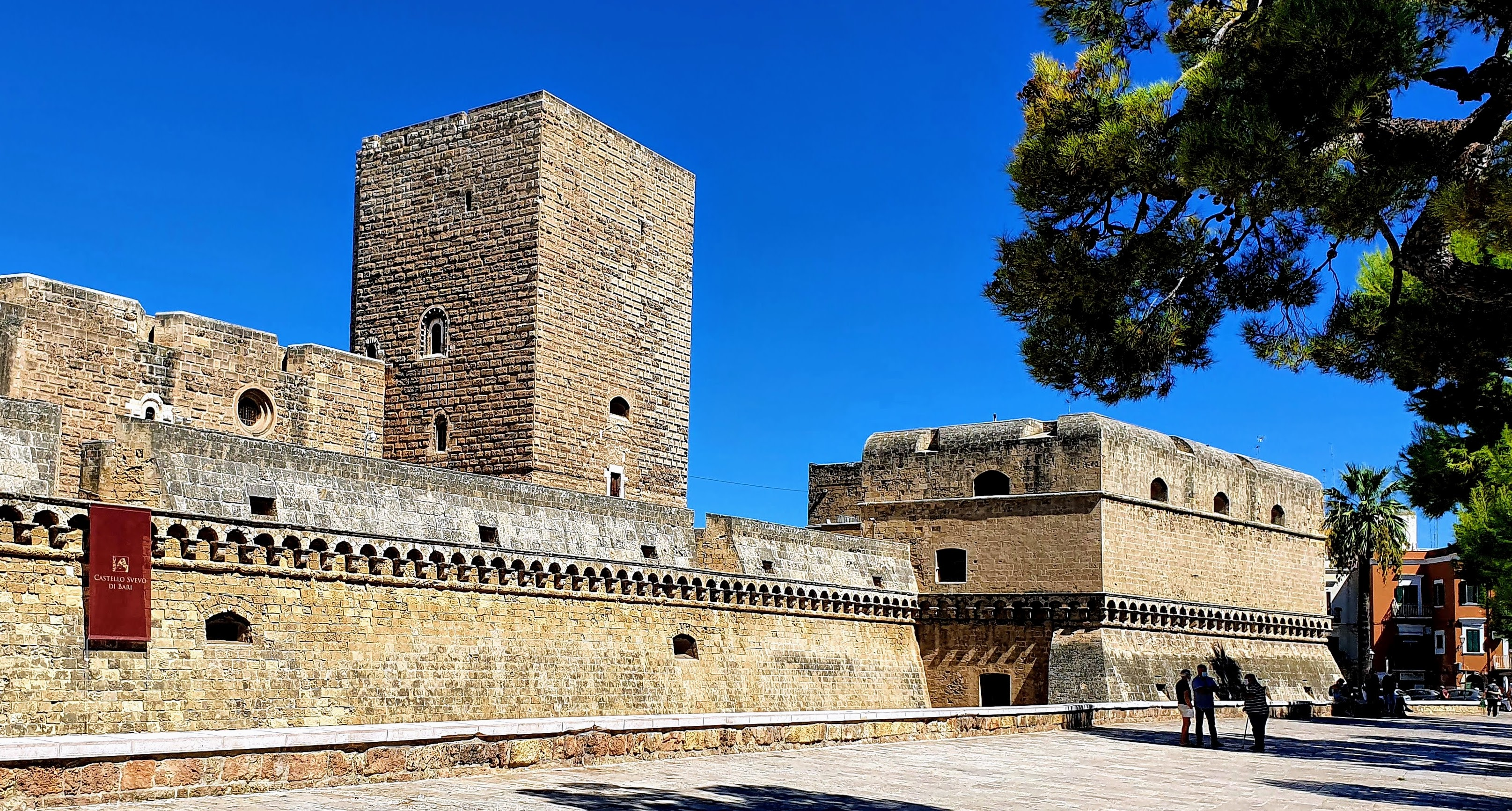
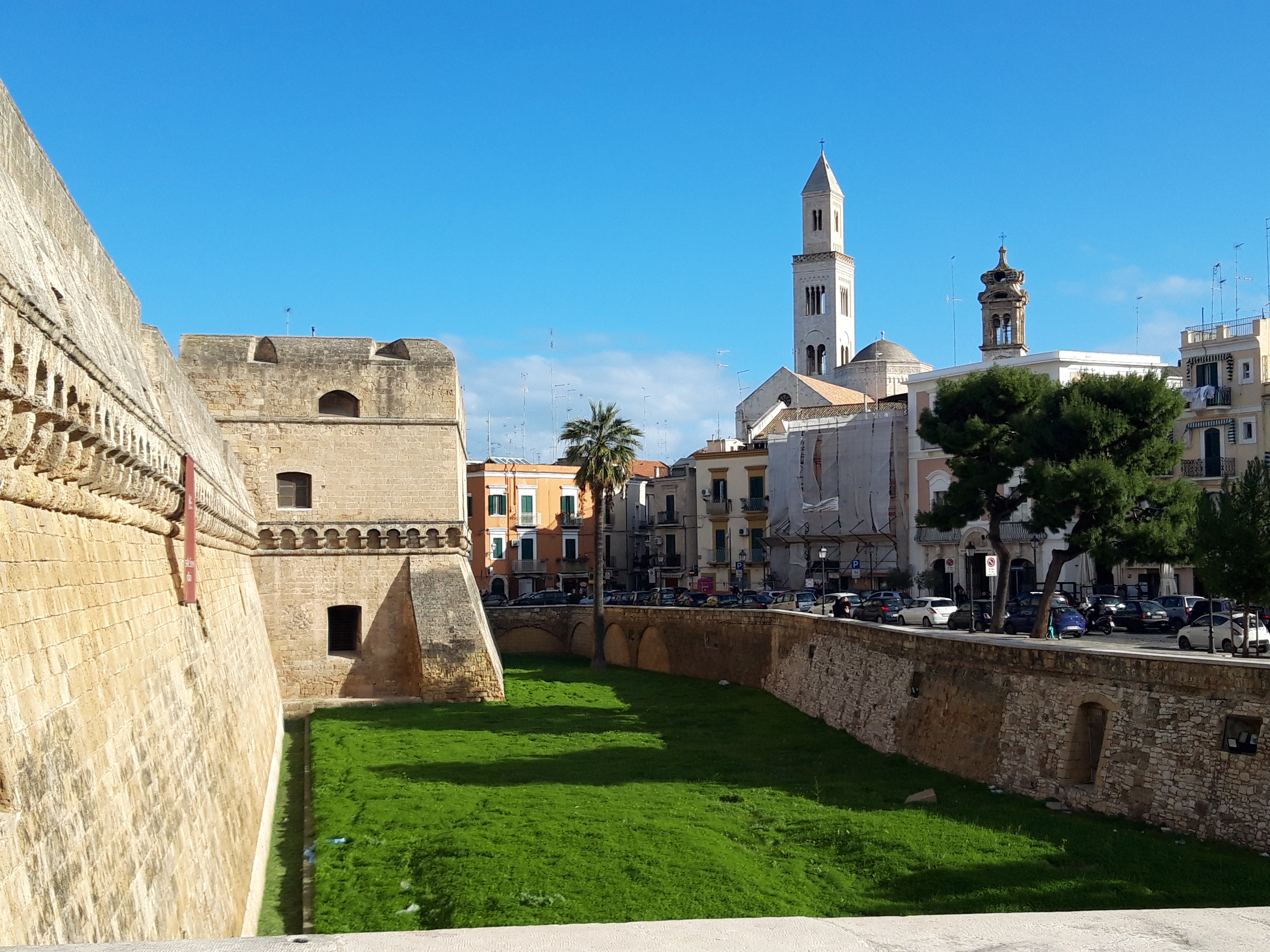
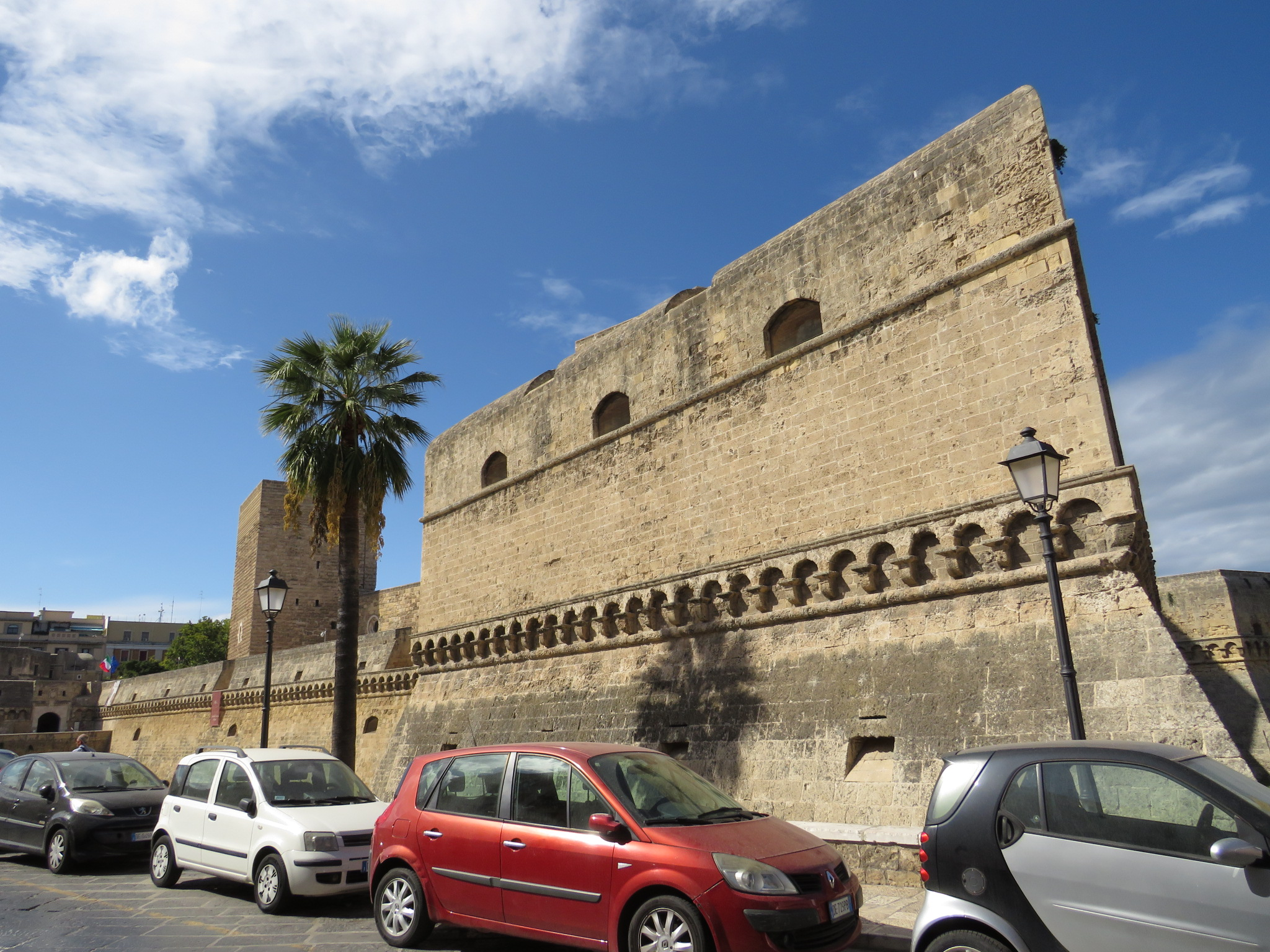
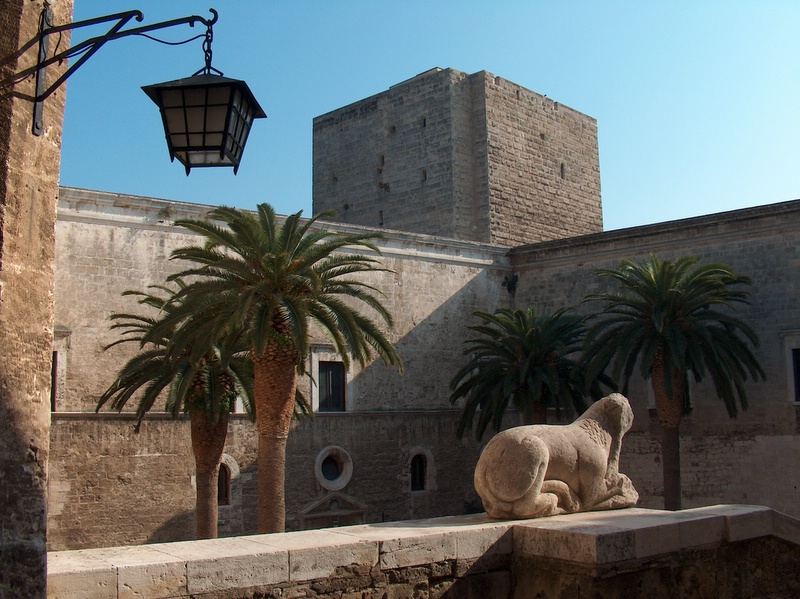

#### Patrimoine environnemental

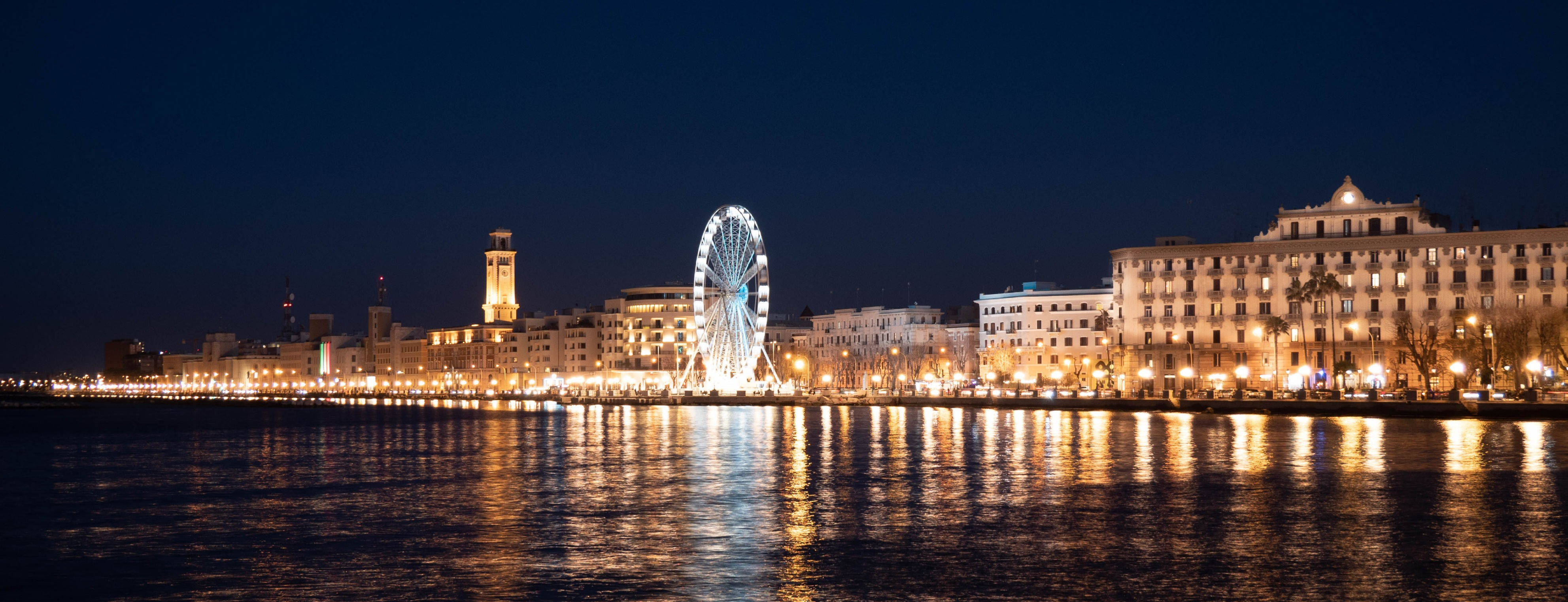
Lungomare de Bari en pleine nuit.

Dans les années 1950, Bari est encore une ville entourée par de vastes campagnes, essentiellement des maquis et des champs d'oliviers, avec au sein des limites communales quelques fermes et des grands jardins de palmiers. Aujourd'hui, du fait de l'étalement urbain, la ville n'a plus que quelques espaces verts : le parc du II-Giugno (le plus vaste), la pinède de San Francesco, le parc Perotti ainsi que les jardins publics des piazze Garibaldi et Umberto-I.
Bari dispose de nombreuses plages publiques et privées tout le long de la ville. Les deux plus grandes plages publiques sont Pane e Pomodoro (« pain et tomate ») et Torre Quetta, situées à l'est de la ville et reliées au centre par des pistes cyclables. La réputation des plages barésiennes souffre depuis plusieurs années de la présence apparente d'amiante relâchée dans la mer par les usines industrielles voisines.

### Équipements culturels

#### Musées
| Nom italien                                          | Traduction française                                    | Type                      | Adresse                         |
| ---------------------------------------------------- | ------------------------------------------------------- | ------------------------- | ------------------------------- |
| Museo Archeologico Provinciale,                      | Musée provincial d'Archéologie                          | archéologique             | Piazza Umberto-I                |
| Pinacoteca Provinciale                               | Pinacothèque provinciale                                | artistique                | 19, via Spalato                 |
| Cittadella Mediterranea della Scienza                | Citadelle méditerranéenne des sciences                  | naturaliste               | -                               |
| Museo Etnografico Africano                           | Musée d'Ethnographie                                    | ethnographique            | 94, via Bellomo                 |
| Gipsoteca del Castello Normanno Svevo                | Gypsothèque du Château normand-souabe                   | artistique                | 4, piazza Federico-II di Svevia |
| Museo - Sala del Tesoro della Basilica di San Nicola | Musée - Salle du trésor dans la basilique Saint-Nicolas | artistique                | 13, largo Abate-Elia            |
| Museo della Cattedrale                               | Musée de la cathédrale                                  | artistique                | Via Bianchi-Dottula             |
| Museo Storico Civico                                 | Musée municipal historique                              | historique                | 13, strada Sagges               |
| Museo Orto Botanico                                  | Musée botanique                                         | naturaliste               | -                               |
| Museo di Zoologia,                                   | Musée de Zoologie                                       | naturaliste               | 4, via Orabona                  |
| Museo di Scienze della Terra                         | Musée des Sciences de la Terre                          | naturaliste               | 4, via Orabona                  |
| Museo Raccolta di Fisica                             | Collection Musée de la physique                         | techniques, scientifiques | 173, via Amendola               |

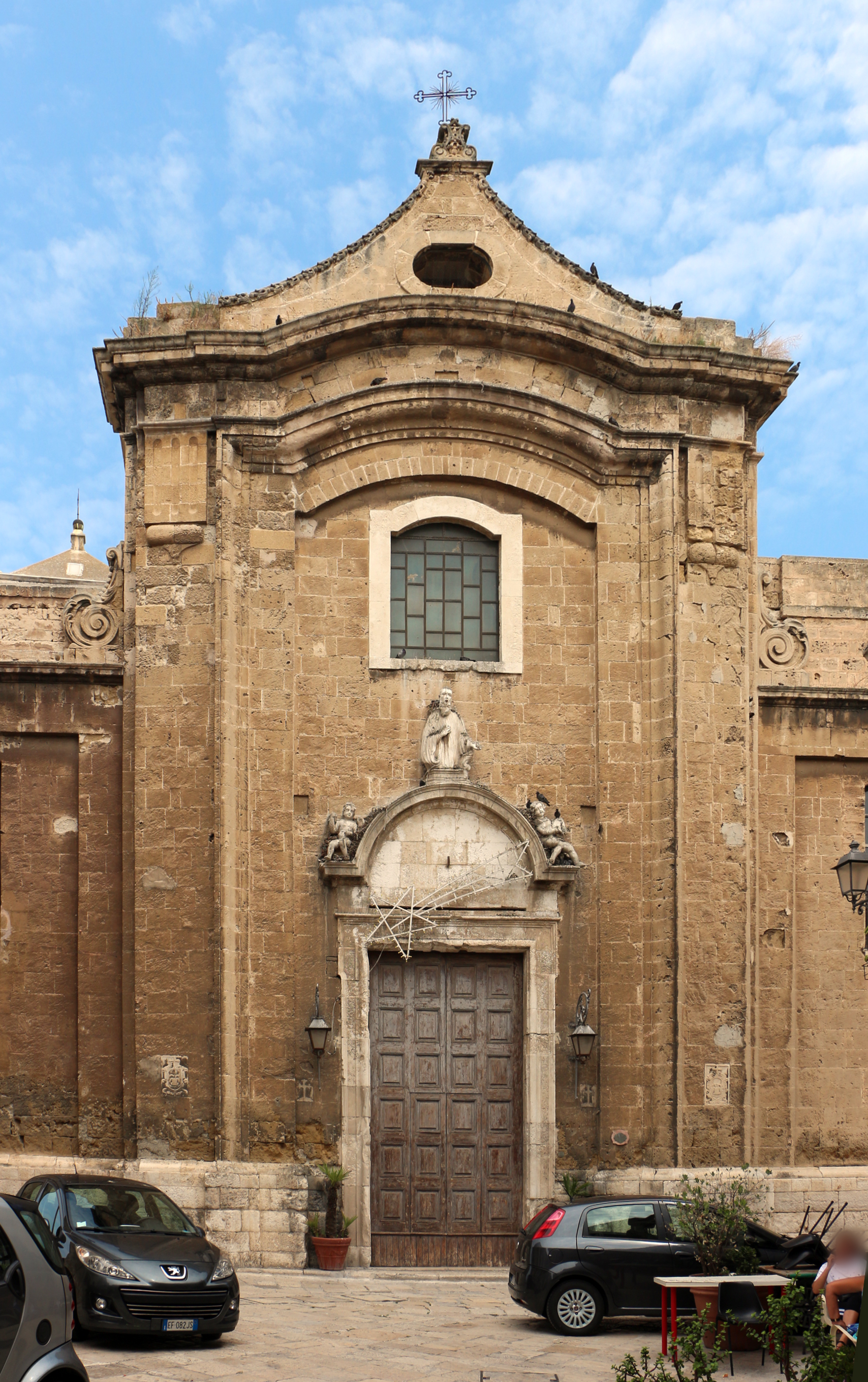
Entrée du monastère de Santa Scolastica, qui accueille désormais le musée d'archéologie de Bari.

Le musée d'archéologie de Bari, fondé en 1875, s'est considérablement agrandi au fil du temps grâce à des dons privés et de nouvelles découvertes archéologiques. Il comprend la plus importante collection de pièces archéologiques des Pouilles, notamment des céramiques et des bronzes. Le musée est essentiel pour la connaissance complète de la civilisation aborigène des Pouilles du VIIe au IIIe siècle av. J.-C., de l'ancienne Daunie (actuelle province de Foggia), de la Messapie et en particulier de la Peucétie (province de Bari). Ses collections ont été déplacées vers l'ancien monastère de Santa Scolastica.
La pinacothèque métropolitaine, située dans l'hôtel de province de Bari, porte le nom du peintre rococo Corrado Giaquinto, né à Molfetta. Elle renferme une collection qui comprend des œuvres datant du XVe siècle à nos jours et où sont bien représentées l'école vénitienne, avec des artistes tels que Le Tintoret, Giovanni Bellini, Antonio et Bartolomeo Vivarini, Paul Véronèse, ainsi que les peintres de l'école napolitaine et locale comme Luca Giordano, Massimo Stanzione et Corrado Giaquinto. Le musée abrite également une importante collection (la collection Grieco) d'œuvres du XIXe siècle et du XXe siècle italien, dont des peintures des macchiaioli toscans Giovanni Fattori, Silvestro Lega, Telemaco Signorini, Banti ainsi que des œuvres d'artistes tels que Giorgio Morandi, Giorgio De Chirico, Carlo Carrà, Massimo Campigli, Felice Casorati et Mario Sironi. On trouve aussi des œuvres de Giuseppe Pellizza, Giuseppe De Nittis, Giovanni Boldini et Toma. Enfin, la galerie abrite également des œuvres d'artistes contemporains, notamment de Pino Pascali.

#### Bibliothèques
La ville possède plusieurs bibliothèques. En plus des milliers de volumes qui font du musée historique, un lieu inestimable, la Bibliothèque nationale « Sagarriga Visconti-Volpi », située dans la citadelle de la culture, riche d'une vaste collection bibliographique (environ 220 000 volumes, y compris dont 65 incunables, 2 500 codes et manuscrits, et environ 400 manuscrits, datant de 1150) sont d'une importance particulière.
La bibliothèque départementale « De Gemmis » est le fruit des donations de l'ingénieur Gennaro de Gemmis. Elle est logée dans la chiesa di Santa Teresa dei Maschi. Cette bibliothèque possède une importante collection recueillie par le baron au cours sa vie et comprend environ 10 000 documents d'archive, des parchemins du IXe siècle ainsi que 15 000 ouvrages sur l'histoire de la région.
Des diplômes et autres vieux parchemins confèrent une importance particulière aux archives de la basilique de San Nicola, tandis que la cathédrale San Sabino conserve un bien plus précieux, un rouleau de parchemin de l'Exultet. Réalisé entre les XIe et XIIIe siècles, l'Exultet atteint une longueur de 8,42 mètres, décorés de précieuses miniatures.

#### Cinémas
Bari est siège du Cinéport ouvert par l'Apulia Film Commission, une organisation qui s'occupe de développer l'industrie cinématographique et favoriser les productions locales.
Depuis 2010, la ville accueille le Bif&st - Bari International Film & Tv Festival.

#### Théâtres

Teatro Petruzzelli
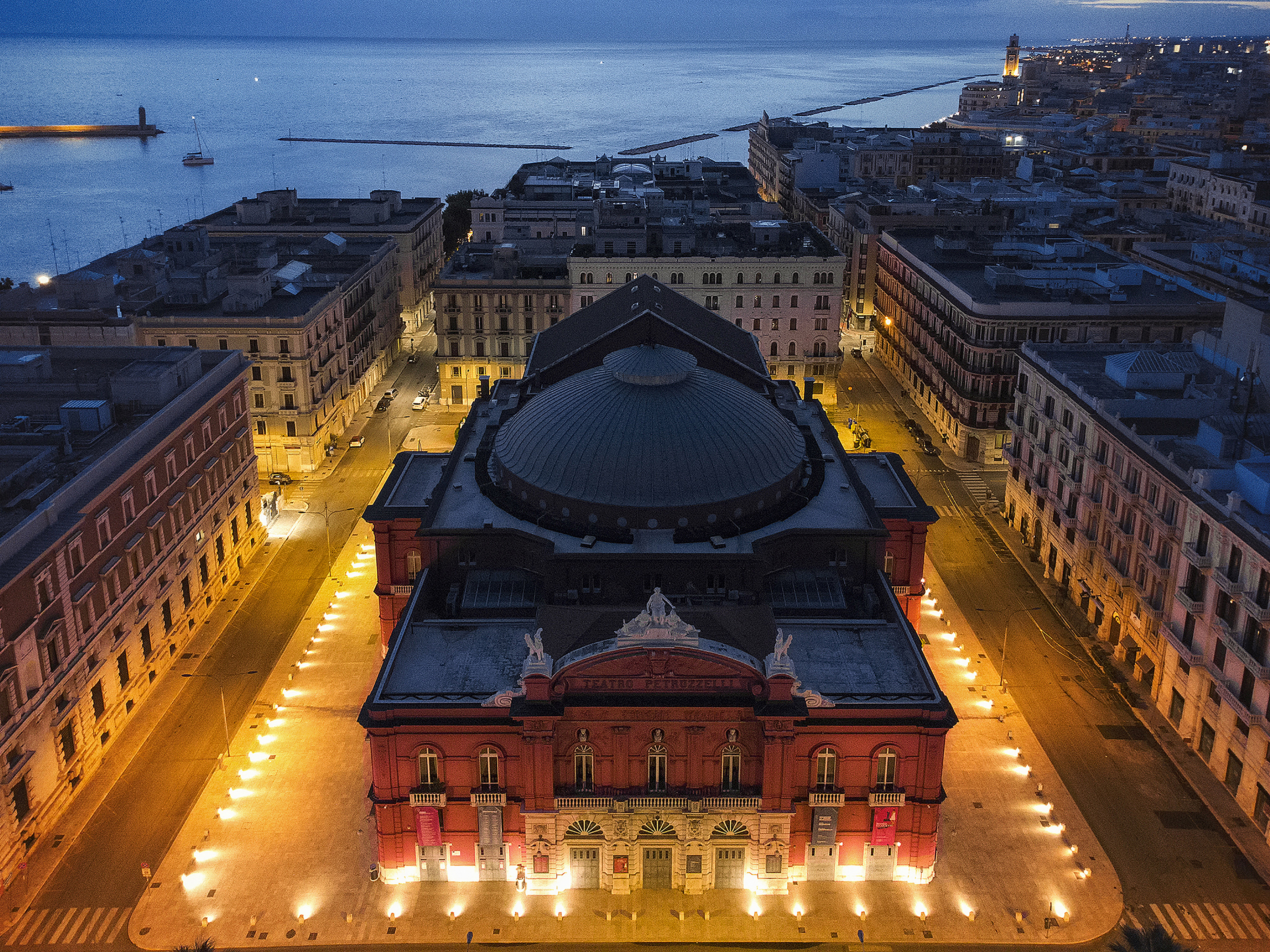
Vue du dessus.
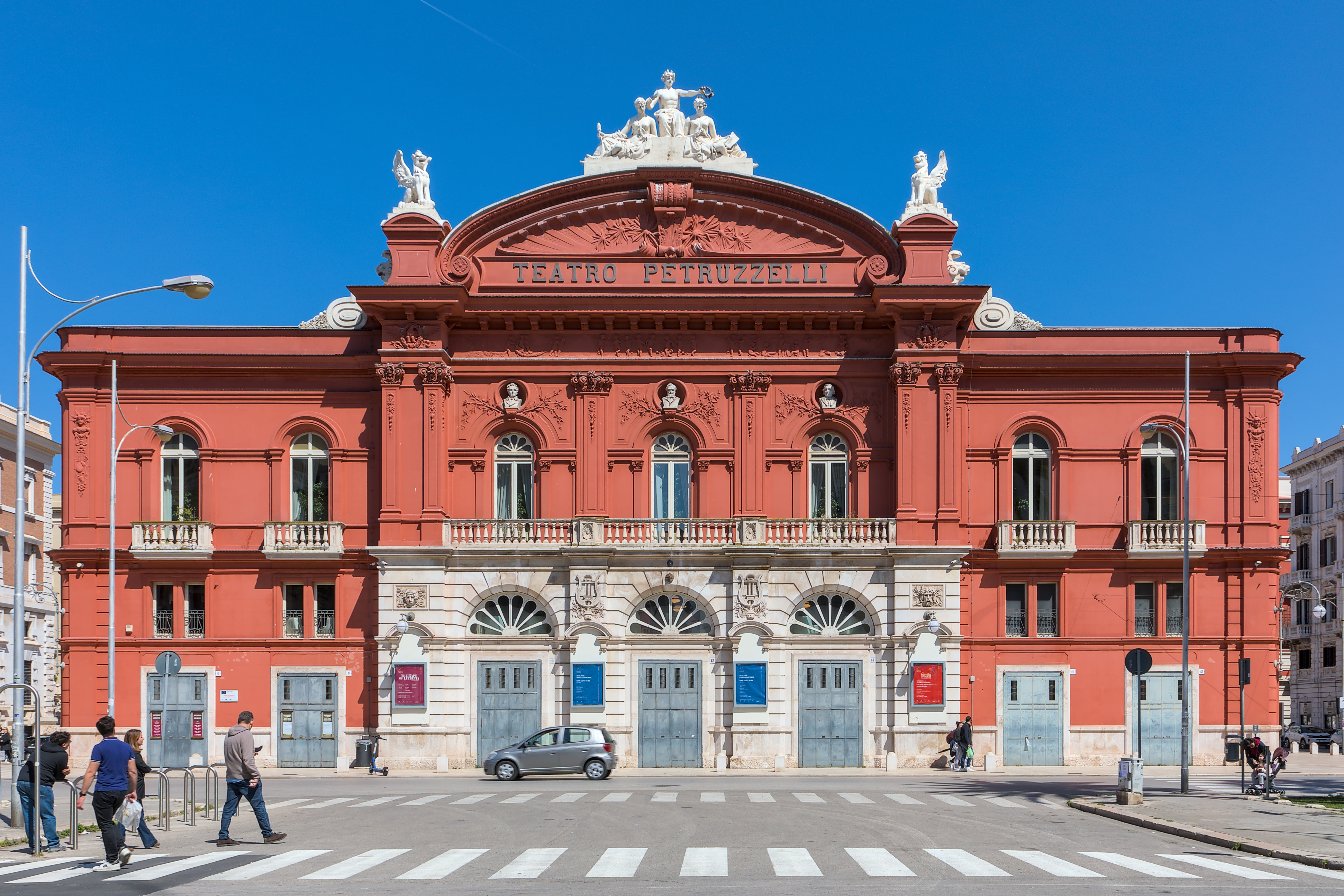
Façade.
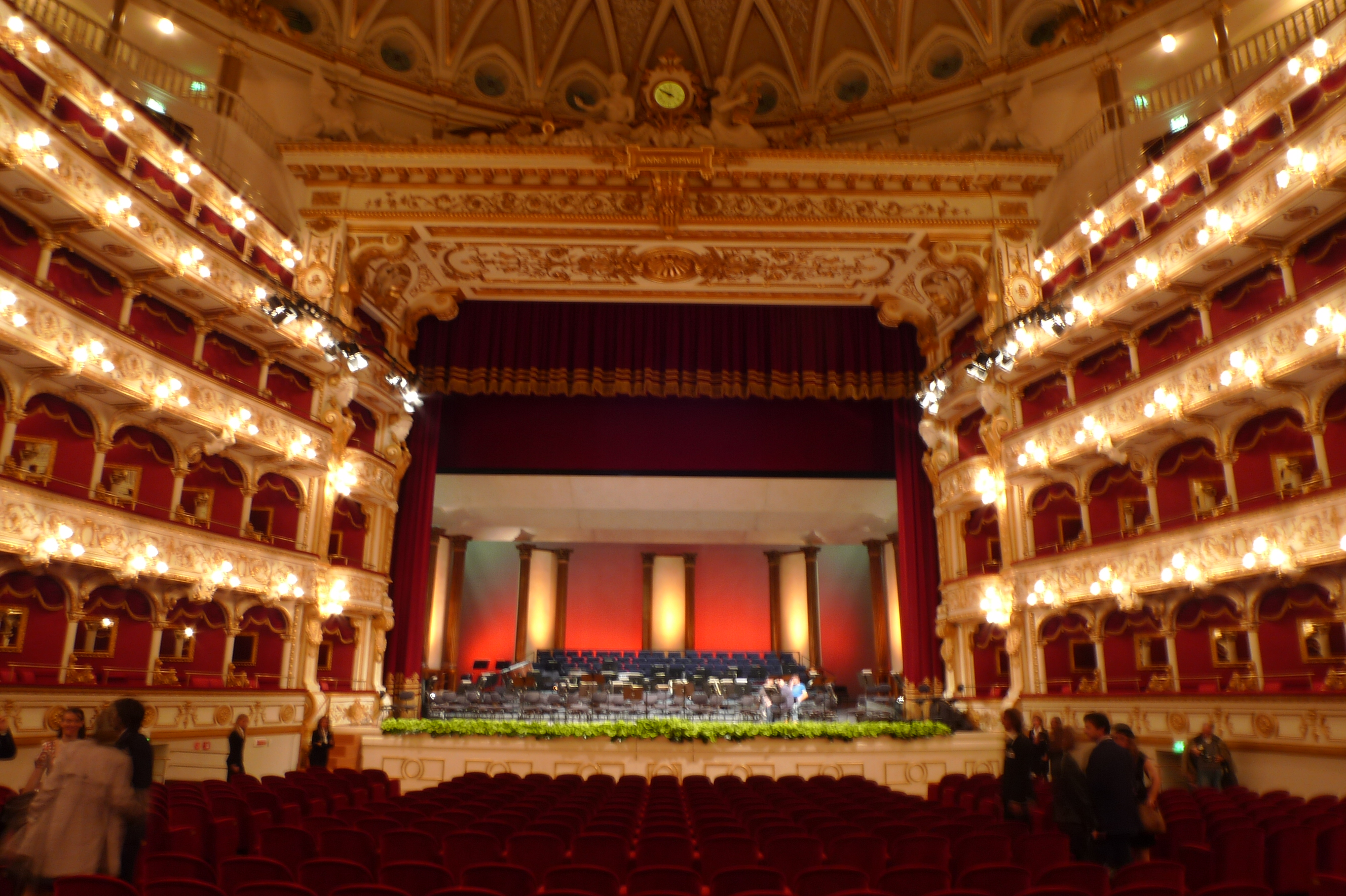
Intérieur.
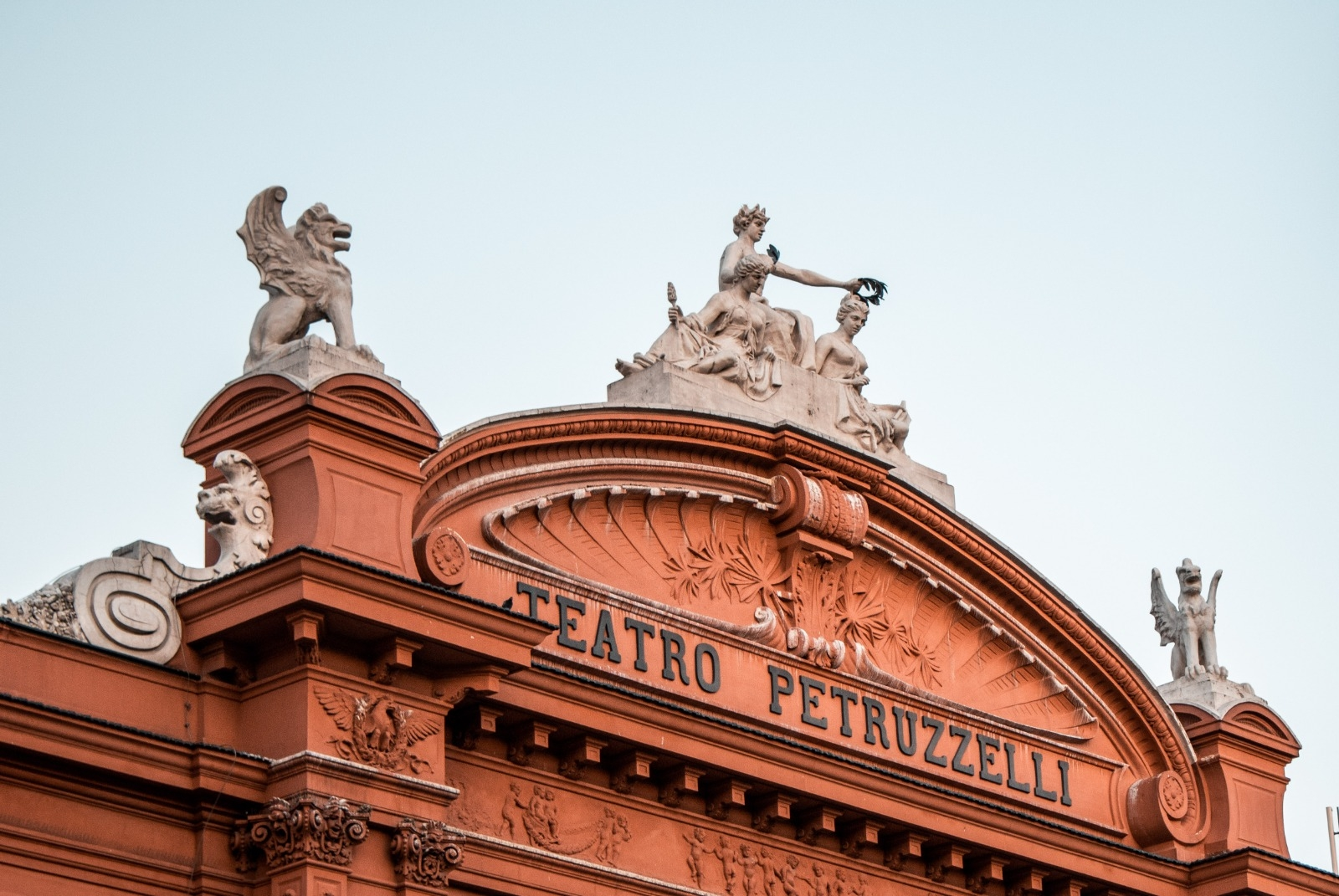
Fronton.

La région des Pouilles dispose d'une organisation qui regroupe les théâtres publics de la région : Teatro Pubblico Pugliese.

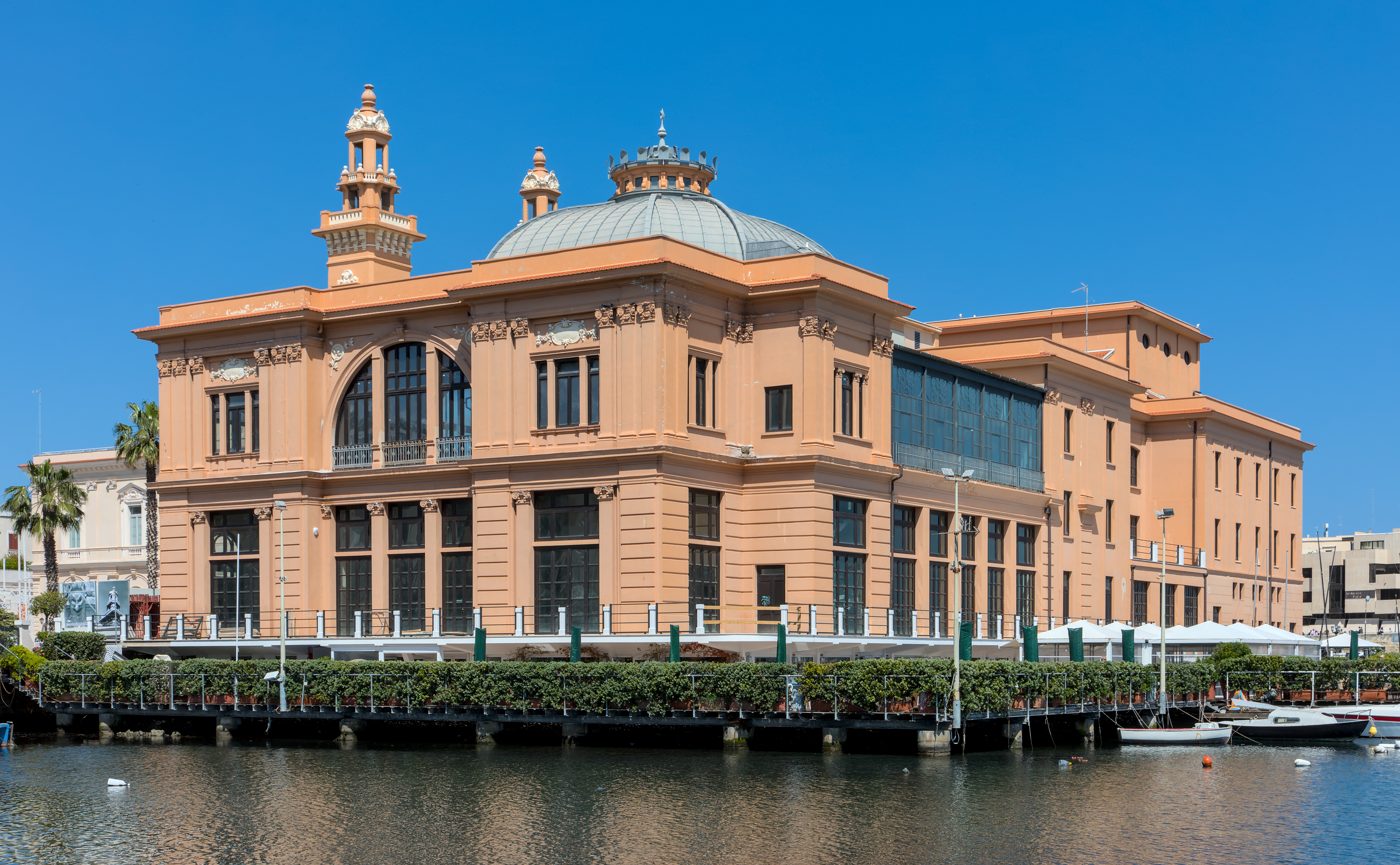
Le Teatro Margherita côté mer.

Les principaux théâtres de la ville sont le théâtre Petruzzelli, le théâtre Piccinni et le théâtre Margherita, converti en musée d'art contemporain. Les deux premiers sont gérés par la « Fondation opéra symphonique Petruzzelli et théâtres de Bari ».
Le teatro Petruzzelli est né de la nécessité d'obtenir un ajustement culturel pour une ville désireuse de s'élever au niveau des autres grandes villes italiennes. Le théâtre municipal Piccinni, construit en 1854, était insuffisant. La municipalité a donc approuvé la proposition d'utiliser un espace ouvert déjà utilisé pour des représentations théâtrale de rue afin d'y bâtir un théâtre. Parmi les nombreux projets, la municipalité a accepté celui de deux marchands de Bari, Antonio et Onofrio Petruzzelli, originaires de Trieste. Le projet est devenu réalité, en 1898, lorsque les travaux ont commencé. La première représentation a eu lieu le soir du 14 février 1903 avec Les Huguenots de Giacomo Meyerbeer. La nuit du 26 au 27 octobre 1991, le théâtre a été presque entièrement détruit par un incendie criminel. La dernière représentation avant l'incident fut la Norma de Vincenzo Bellini. Ironiquement, cette œuvre se termine par une scène d'incendie.
En 2008, les travaux de restauration se sont terminés et le 7 septembre 2009 les clés du théâtre ont été remises à la Fondazione Lirico Sinfonica Petruzzelli e teatri di Bari qui en assure la gestion.

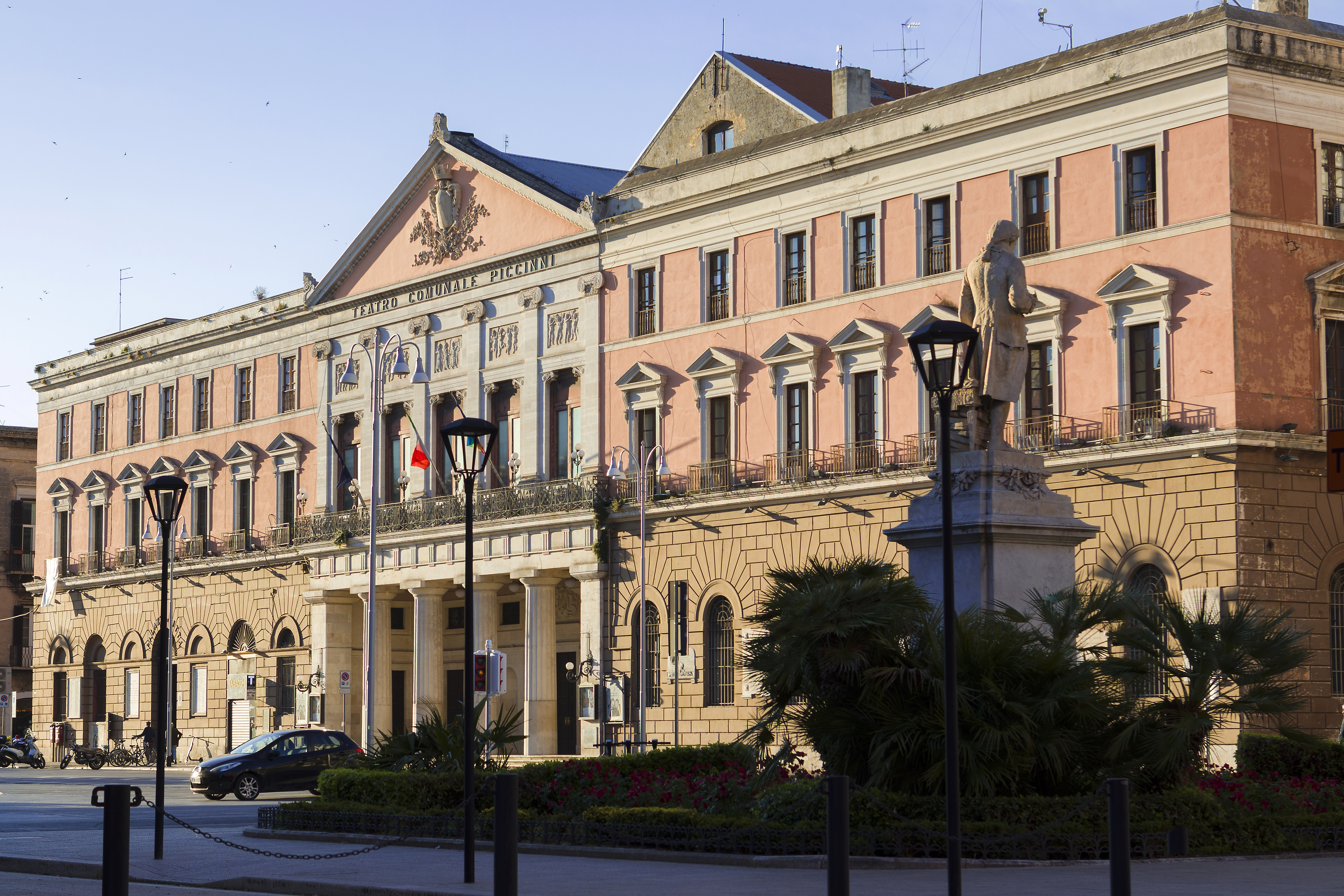
Teatro Piccinni.

Le théâtre Piccinni est le plus ancien de la ville de Bari, il peut contenir plus de huit cents spectateurs. Inauguré le 30 mai 1854 avec une performance de Gaetano Donizetti, Poliuto, c'est un an plus tard qu'il a été rebaptisé Niccolò Piccinni en hommage au célèbre musicien éponyme.
L'auditorium Nino-Rota, actuellement en rénovation, est la salle de musique la plus importante et prestigieuse de la ville de Bari. Il est situé sur la via Cimmarrusti et accueille autant de conférences que d'événements musicaux. La salle, construite dans les années 1960 à la demande de l'administration provinciale, est dédiée au grand compositeur milanais Nino Rota. Elle est actuellement la propriété de l'université de Bari et est gérée par la Fondazione Sinfonica Lirico Petruzzelli di Bari.

#### Autres
L'association « Biagio Grimaldi » a été fondée le 8 décembre 1926 avec l'intitulé « Académie polyphonique de Bari » par le musicien barese Grimaldi Biagio (1897-1986), qui était l'âme intellectuelle de cette entreprise, assisté par l'organiste Donato Marrone. Elle crée rapidement un répertoire remarquable de polyphonie sacrée et profane. Les concerts ont connu une large diffusion par l'intermédiaire de Radio Bari et de Radio Italiana. À la mort de son fondateur, l'Académie a pris son nom. Elle dispose d'archives historiques et musicales, qui en 1998 ont été reconnues d'« un intérêt historique important » par le ministère de la Culture.
Bari a été choisi comme toile de fond pour certains films italiens et étrangers :
- Sur la route de Madison, Clint Eastwood (1995) ;
- LaCapaGira (it), Alessandro Piva (1999) ;
- La Vie devant soi, Edoardo Ponti (2020), avec Sophia Loren en tête d'affiche.

En littérature, la saga romanesque Guido Guerrieri de Gianrico Carofiglio se déroule essentiellement à Bari, où le protagoniste (Guerrieri) est avocat pénaliste, et comprend de nombreuses descriptions de la ville. Bari est en outre l'un des principaux cadres du roman policier La Montagne noire publié par Rex Stout en 1954, où la ville sert de point d'embarquement des personnages vers la Yougoslavie communiste.

### Langues
Le dialecte barese est un idiome qui s'est construit et modifié au cours de l'occupation des nombreux peuples que la ville a connu durant les siècles ce qui a donné au parlé barese une inflexion, pour beaucoup, peu compréhensible.
Du point de vue de la phylogénie, le dialecte de Bari est issu d'une langue commune, le latin, à partir duquel s'est développé le napolitain (italo-roman méridional), puis par la suite en raison de ces diverses influences, l'idiome particulier de Bari.
Le barese est largement employé dans toute la province de Bari et dans celles de Barletta-Andria-Trani et de Matera, où il existe certaines variations aux différences peu flagrantes. Au nord, il exerce une certaine influence sur le foggiano, parlé dans la province de Foggia tandis qu'au sud il atteint même l'extrémité nord de la province de Brindisi.

### Cuisine

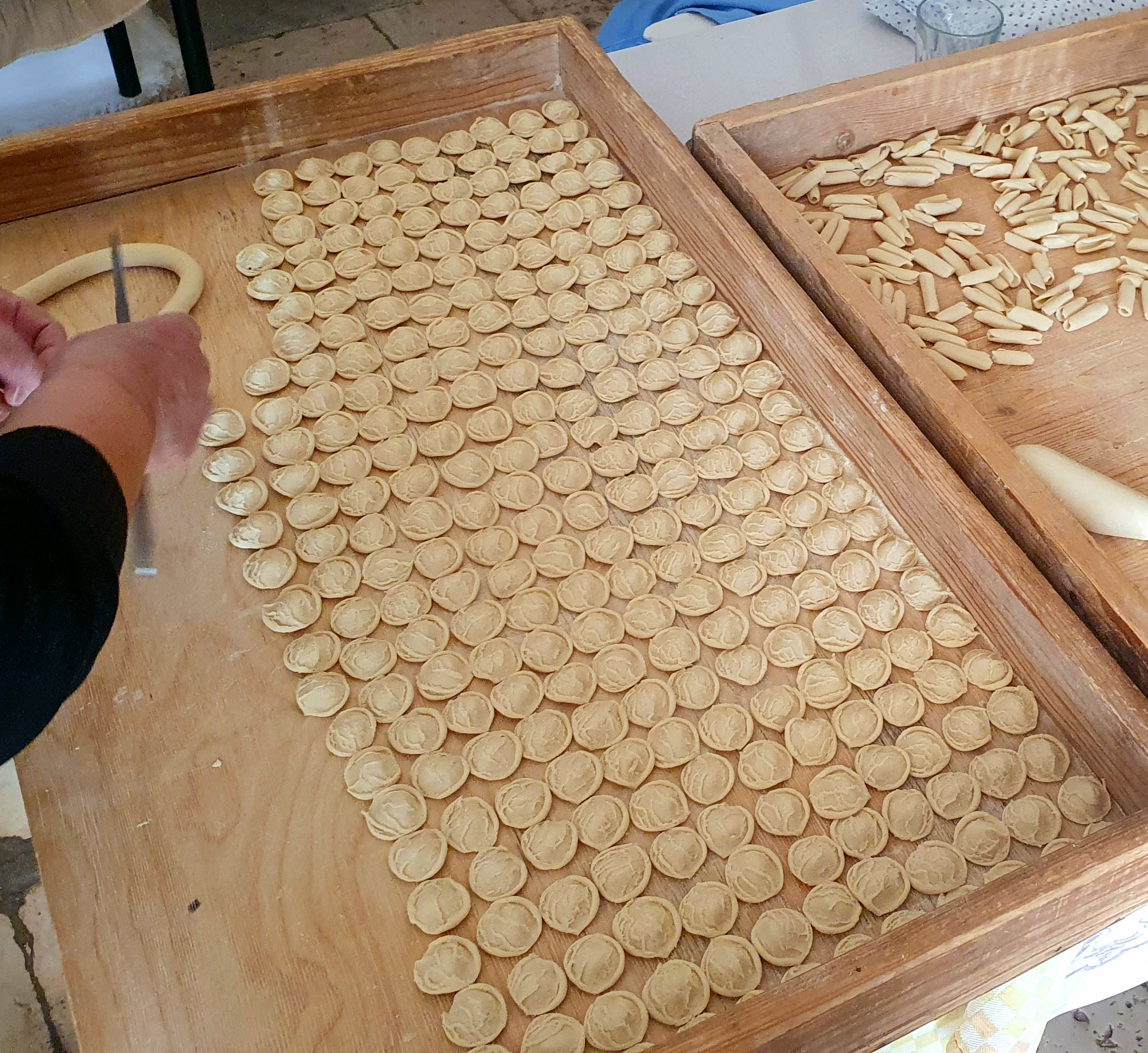
Confection dorecchiette.

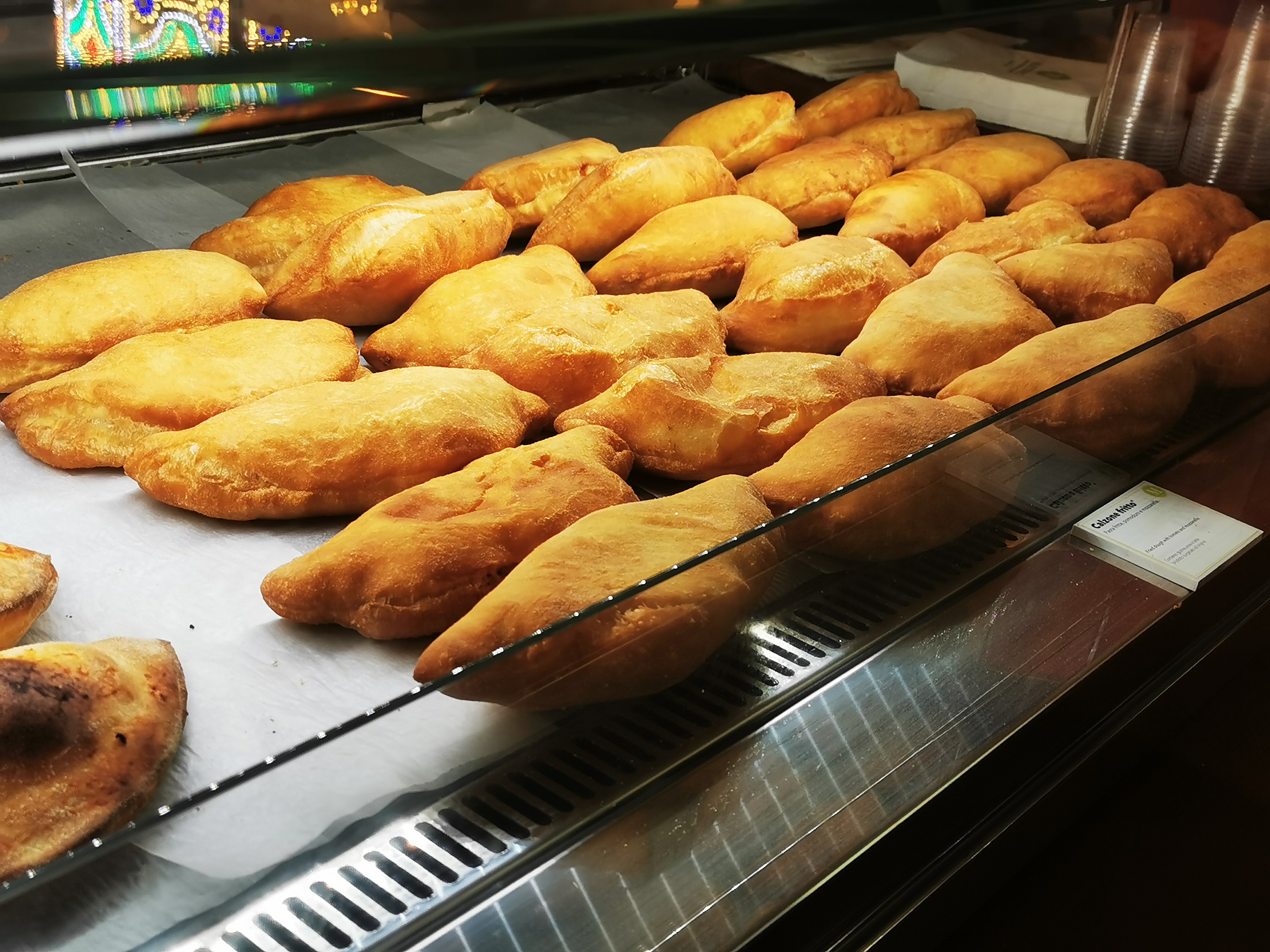
Stand de panzerotti.

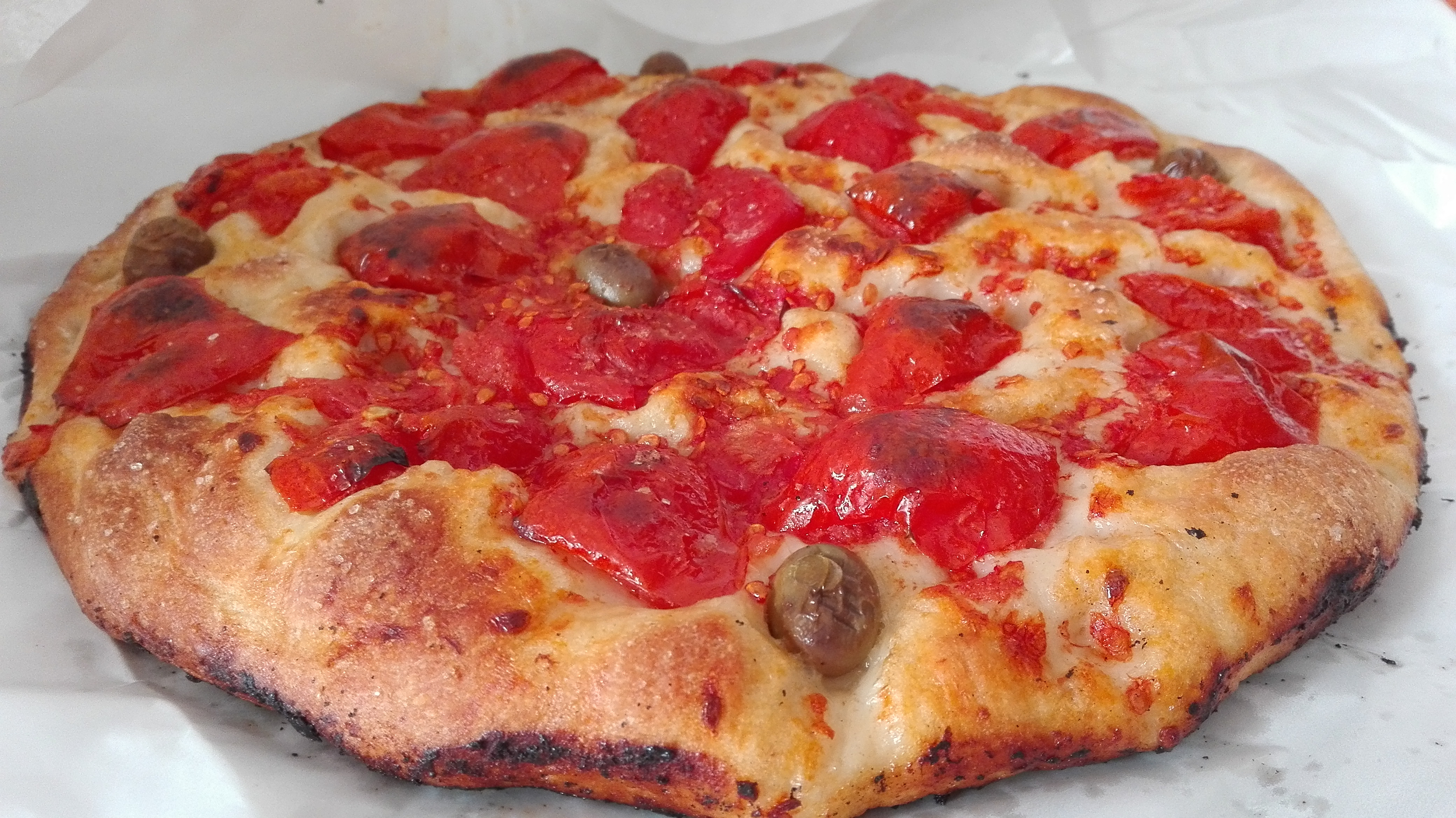
Focaccia barese.

La cuisine de Bari repose en grande partie sur les trois principaux produits agricoles des Pouilles : le blé, l'huile d'olive et le vin. Sa cuisine s'est enrichie de légumes et de fruits abondamment produits dans la région. Le blé permet la réalisation d'un pain typique des Pouilles et de la pasta artisanale : orecchiette (en forme d'oreilles), appelées aussi recchietelle ou strascinate, cavatelli appelés aussi mignuicchi, et lagane.
La farine de blé barésienne sert également à préparer des calzoni au four, farcis aux oignons grillés, anchois, câpres et olives ; des panzerotti frits avec de la mozzarella et/ou de la ricotta ; la focaccia barese garnie de tomates, d'olives et d'origan ; des petits taralli salés ou des friselle plus grandes ; et les sgagliozze, des tranches de polenta frites. Tous ces plats font partie intégrante du répertoire culinaire de Bari. Les soupes de légumes (minestrone), pois chiches, haricots entiers ou concassés, céleris et fenouils sont aussi des spécialités, plutôt servies en entrées ou en guise d'accompagnements.
Les plats à base de viande sont principalement composés d'agneau et de porc. Parmi les spécialités locales, on trouve la pasta al forno, un plat de pâtes cuites au four très populaire à Bari, historiquement servi le dimanche ou au début du Carême pour exploiter des ingrédients riches comme les œufs et le porc afin de se conformer au calendrier religieux. Cette recette mélange des pâtes tubulaires (comme les penne), de la sauce tomate, des petites boulettes de viande de bœuf et de porc et des œufs durs coupés en deux, le tout recouvert de mozzarella avant d'être cuit au four pour obtenir une texture croustillante.
Autre plat de pâtes localement prisé, les spaghetti all'assassina sont un plat de spaghettis légèrement croquants cuits à la poêle avec de l'ail, de l'huile d'olive, du piment, de la sauce tomate et un bouillon de tomate.
Bari, en sa qualité de port, est également reconnue pour ses nombreux plats à base de poissons frais et de fruits de mer, parmi lesquels on compte des recettes de poulpe, d'oursins ou de moules. À titre d'exemple, le riso, patate e cozze (it), plat traditionnel à base de riz au four, pommes de terre et moules, est l'un des plus populaires dans la ville et ses alentours.
Parmi les desserts traditionnels de Bari, il y a les paste reali et les castagnelle, les cartellate avec le vino cotto (vin cuit). Parmi les vins de la province de Bari, on trouve notamment le Castel del Monte et le Moscato di Trani.

### Personnalités liées à Bari
- Licia Albanese
- Giovanni Alemanno
- Emanuele Arciuli
- Argyre (catépan byzantin)
- Francesco Attolico
- Lino Banfi
- Benoît XIII (pape)
- Gianrico Carofiglio
- Antonio Cassano
- Riccardo Cucciolla
- Niccolò dell'Arca
- Franco Giordano
- Alfredo Giovine
- Gaetano Latilla
- Guido Marzulli
- Antonio Matarrese
- Marco Misciagna
- Domenico Modugno
- Mario Nuzzolese
- Joe Orlando
- Anna Oxa
- Pino Pascali
- Niccolò Piccinni
- Sergio Rubini
- Gaetano Salvemini
- Bonne Sforza
- Urbain VI (pape)
- Nichi Vendola
- Checco Zalone

### Symboles
« Parti d'argent et rouge estampillée d'une couronne de ville »

Blason officiel de la ville de Bari.

Le blason remonte au temps des croisades : l'argent qui est blanc dans l'héraldique symbolise la foi pure, et le rouge représente le sang versé pour sa défense.
Le bouclier est accompagné d'une branche d'olivier (à gauche) et de chêne vert (à droite) croisé sous la pointe de l'écu et attachées avec un ruban de verdure, d'argent (blanc) et rouge.

## Pour approfondir

#### Ouvrages francophones
- Marina Silvestrini, « L'epigrafe in onore dell'augustale Lucio Gellio Primigenio », dans Clara Berendonner, Mireille Cébeillac-Gervasoni et Laurent Lamoine (dir.), Le quotidien municipal dans l'Occident romain, Clermont-Ferrand, Presses Universitaires Blaise-Pascal, coll. « Histoires croisées », 2008 (ISBN 978-2-84516-385-0), p. 349-364.
- Anne-Marie Enescu, Italie du Sud, Petit Futé, 2009  (ISBN 9782746924079), pages 341-343
- Françoise Lenoir, Les Pouilles, vous connaissez ?, Adda, 2009  (ISBN 9788880827917)
- Jean-Paul Labourdette et Dominique Auzias, Pouilles 2009, Petit Futé, 2009  (ISBN 9782746924932)
- Pierre Cabanese, Histoire de l'Adriatique, Seuil, 2008  (ISBN 9782020282352)
- Dominique Auziaset Jean-Paul Labourdette, Pouille Calabre Basilicate, Petit Futé, 2006  (ISBN 9782746915466), pages 342-355
- Italie du Sud - Rome, Sardaigne, Michelin, 2008  (ISBN 978-2-06-713032-6), pages 243-246
- Jean-Claude Klotchkoff, Italie, Éditions Marcus, 2008  (ISBN 9782713102301), page 80
- Iris Cardone Trono, Frédéric II de Souabe. «L'étonnement du monde», Adda, 2007  (ISBN 9788880827115)
- Alain Mesplier et Pierre Bloc-Duraffour, Le Tourisme dans le monde, Éditions Bréal, 2005  (ISBN 9782749505497), pages 187-190
- Nicola Sbis, Les Pouilles à votre table - Les recettes de la tradition, Adda, 2005  (ISBN 9788880825821)
- Colette Vallat, Autres vues d'Italie : lectures géographiques d'un territoire, Harmattan, 2004  (ISBN 9782747548861)
- Jean Flori, Les Croisades : origines, réalisations, institutions, déviations, éditions Jean-Paul Gisserot, 2001  (ISBN 9782877475426)
- André Pieyre de Mandiargues et Dominique Fernandez, Voyages dans les Pouilles - Sur les pas de Paul Bourget, Adda, 1997  (ISBN 9788880822660)
- Bruno Teissier, Géopolitique de l'Italie, Éditions Complexe, 1996  (ISBN 9782870276211)
- Juliette Bessis, La Méditerranée fasciste: l'Italie mussolinienne et la Tunisie, KARTHALA éditions, 1981  (ISBN 9782865370276)
- Ferdinand Chalandon, Histoire de la Première Croisade jusqu'à l'élection de Godefroi de Bouillon, Ayer Publishing, 1972  (ISBN 9780833705150)
- Eugène Marin, Saint Nicolas, évêque de Myre (Nicolaus von Myra), 1917
- L. F., La Fête de Saint-Nicolas, Ad Mame et Cie, 1853
- Jean-Charles-Léonard Simonde de Sismondi, Henri Nicolle, Histoire des Républiques italiennes du Moyen Âge, volume 1, chez H. Nicolle, 1809

#### Ouvrages en italien
- Vito Masellis, Storia di Bari dalle origini ai nostri giorni, Italstampa, Bari, 1966
- Città e paesi d'Italia, volume IV, Istituto geografico De Agostini, Novara, 1968
- Guida d'Italia - Puglia, Touring Club Italiano, 1978
- Nino Lavermicocca, Conoscere la città: Bari: guide alle case ed alle chiese della città vecchia, Edipuglia, Bari, 1981
- Giuseppe Grande, 2 dicembre 1943: bombe tedesche sul porto di Bari, Albertelli Ed. Speciali Storia Militare n.176  (ISSN 1122-5289)
- Marcello Petrignani, Bari il borgo murattiano, Dedalo, 1981,  (ISBN 88-220-0606-2)
- Giorgio Saponaro, Bari segreta, Adda, 1981,  (ISBN 88-8082-096-6)
- Vito A. Melchiorre, Bari nel tempo, Adda, Bari, 1982,  (ISBN 88-8082-040-0)
- Giosuè Musca, L'emirato di Bari (847-871), Dedalo, 1992,  (ISBN 88-220-6138-1)
- Antonio Rossano, 1943: «Qui radio Bari», Dedalo, 1993,  (ISBN 88-220-6147-0)
- Dino Borri, Francesco Tateo, Gioia Bertelli, Pina D'Elia Belli, Storia di Bari, Laterza, Bari, 1994
- Luciana Bozzo, Bari, città frontiera. La transizione oltre il margine, Progedit, 2003  (ISBN 88-88550-29-1)
- Alfredo Giovine, Il dialetto di Bari. Guida alla grammatica, Laterza Giuseppe Edizioni, 2005  (ISBN 88-8231-361-1)
- Nino Lavermicocca, Bari. Le Chiese della città vecchia, Adda, 2005,  (ISBN 88-8082-611-5)
- Nino Lavermicocca, Bari bizantina. 1071-1156 il declino, Edizioni di Pagina, 2006  (ISBN 88-7470-029-6)
- G. Di Benedetto, Gli archivi di Stato di Terra di Bari (Bari, Trani, Barletta), Grafisystem, 2007  (ISBN 88-89979-05-4)
- Francesco Colantuono, I dialetti di Terra di Bari. Storia, fonematica e folklore, Levante, 2007  (ISBN 88-7949-366-3)
- Francesca Radina, M. Rosaria Depalo, Bari sotto la città. Luoghi della memoria, Adda, 2008  (ISBN 88-8082-714-6)
- Ernesto Bosna, Storia dell'Università di Bari, Bari, 1994
- Pietro Mazzeo, Storia di Bari dalle origini alla conquista normanna (1071), Adriatica Editrice, Bari, 2008

#### Ouvrages anglophones
- David G. Chandler, The Campaigns of Napoleon, volume 1, Simon and Schuster, 1973  (ISBN 9780025236608)